# フメリニツキーの乱
フメリニツキーの乱（フメリニツキーのらん、ウクライナ語: Хмельни́ччина、フメリヌィーッチナ）は、1648年から1657年までの間、ポーランド・リトアニア共和国の支配下にあったウクライナにおいて、ウクライナ・コサックのヘーチマン（将軍）ボフダン・フメリニツキーが起こしたコサックの武装蜂起である。この蜂起はウクライナ対ポーランドの大規模の戦争に発展し、ポーランド・リトアニア共和国の衰退を引き起こす一方で、ウクライナ・コサックによるヘーチマン国家の創立と、戦争に介入した隣国ロシア・ツァーリ国の強化という結果をもたらした。フメリニツキーの乱は、東ヨーロッパの政治地図を大きく切り替え、17世紀半ば以降当地域に住む多数の民族の運命を決めたので、東ヨーロッパ史上の最大の軍事衝突の一つだったと考えられている。
ウクライナ史学においてのフメリニツキーの乱は、ウクライナ民族解放戦争、コサック・ポーランド戦争、あるいはコサックの革命とも呼ばれる。日本における歴史学研究では多くの場合、ポーランド語風にフミェルニツキの乱と書いたり、ロシア語風にフメリニツキーの乱と称している。

## 原因
16世紀末から17世紀前半までの間、ウクライナは、ポーランド・リトアニア共和国の支配国ポーランド王国の支配下に置かれていた。この地域では、キエフ・ルーシの時代以来、ポーランドの本土と異なる民族、宗教、言語が存在していたため、ポーランド王国にとっては統制しづらいところであった。そこで、ポーランドは、同化政策を進めて現地の貴族を積極的にポーランド化し、ポーランドのカトリック教会とウクライナの正教会をブレスト合同で合併することによって東方典礼カトリック教会の一派であるウクライナ東方カトリック教会を成立させて宗教問題を解決しようとした。こうしたポーランドの政策に異を唱えたのはウクライナ・コサックであったが、1620年代 - 1630年代における彼らの蜂起はポーランド政府軍と貴族軍によって鎮圧された。
1648年の時点で、ポーランド・リトアニア共和国はヨーロッパにおける列強の一つだった。その隣国である西のドイツ（神聖ローマ帝国）と北のスウェーデンは1618年から1648年の三十年戦争に懸かり切りとなり、東のモスクワ国家（ロシア・ツァーリ国）は動乱時代とスモレンスク戦争から回復しておらず、南のオスマン帝国はイェニチェリの反乱と経済問題に悩まされていた。それに対してポーランド・リトアニア共和国は、バルト海から黒海まで広がる膨大な領土を有していて、ロシア・ツァーリ国とオスマン帝国との戦いで連続的に勝利をおさめ、経済と文化が栄え、17世紀前半は「ポーランド・リトアニア共和国の黄金時代」と呼ばれるほどの全盛を極めていた。
|  | ポーランド・リトアニア共和国 ポーランド王国 リトアニア大公国 王国の知行地 ウクライナの諸県の県境線 オーストリア大公国 ハンガリー王国 シレジアの諸公国 ブランデンブルク辺境伯領 スウェーデン王国 デンマーク王国 オスマン帝国とその属国 オスマン帝国 クリミア・ハン国 モルドバ公国 ワラキア公国 トランシルヴァニア公国 ロシア・ツァーリ国 アディゲ族 現在の国境（2009年） ワルシャワ ヴィリニュス ウィーン ブラチスラヴァ ジュラフェヘールヴァール スチャヴァ バフチサライ ストックホルム モスクワ シーチ キエフ チェルニーヒウ スモレンスク ポーロツク ミンスク ケーニヒスベルク グダニスク ルーツィク ブラーツラウ カームヤネツィ リヴィウ ベルズ ザモシチ ホールム ベレスチャ クラクフ ポズナン ヴロツワフ ザグレブ ベオグラード ヤシ ハジベイ カッファ アゾフ チェルカーシク ベルゴロド ヴォロネジ プティーヴリ クルスク ブリャンスク リャザニ ウラジーミル ニジニ・ノヴゴロド ヤロスラヴリ ノヴゴロド ナルヴァ プスコフ リガ シュテッティン ポーランド ウ ク ラ イ ナ ベラルーシ プロイセン ヴォルィーニ ガリツィア ザポロージャ クールラント 黒 海 バ ル ト 海 |

しかし、表面的には磐石に見えたポーランド・リトアニア共和国であったが、国家の内政制度は腐食していた。従来からポーランド・リトアニア共和国の王の権威が低かった上に、17世紀以降、中央と地域の行政機関では汚職が進み、国家に対する貴族の義務意識が薄くなり、政府と軍では実力の有無に拘らず縁故者登用が行われた。さらに、法律上では、支配階級である貴族と被支配の非貴族の他者との間に「ポーランドは貴族にとって天国であり、農民にとって地獄である」と詠われたほど著しい権利の差が存在した。貴族の領主たちは、経済発展のために農民を農奴にして広大な農園地で働かせ、農園経営を異国人のユダヤ人、アルメニア人やドイツ人などに任せた。こうした諸問題は、ポーランド王国の本土から離れたウクライナにおいてより一層深刻化し、民衆の不満が募るようになった。それに加えて、軍人資格と自治権を有していた数万人のウクライナ・コサックは、1638年の叛乱の失敗以降、ポーランド王国と現地の貴族の政策によって農奴化されて権利が奪われたので、ウクライナでは大きな反乱を爆発させる要因が整っていた。

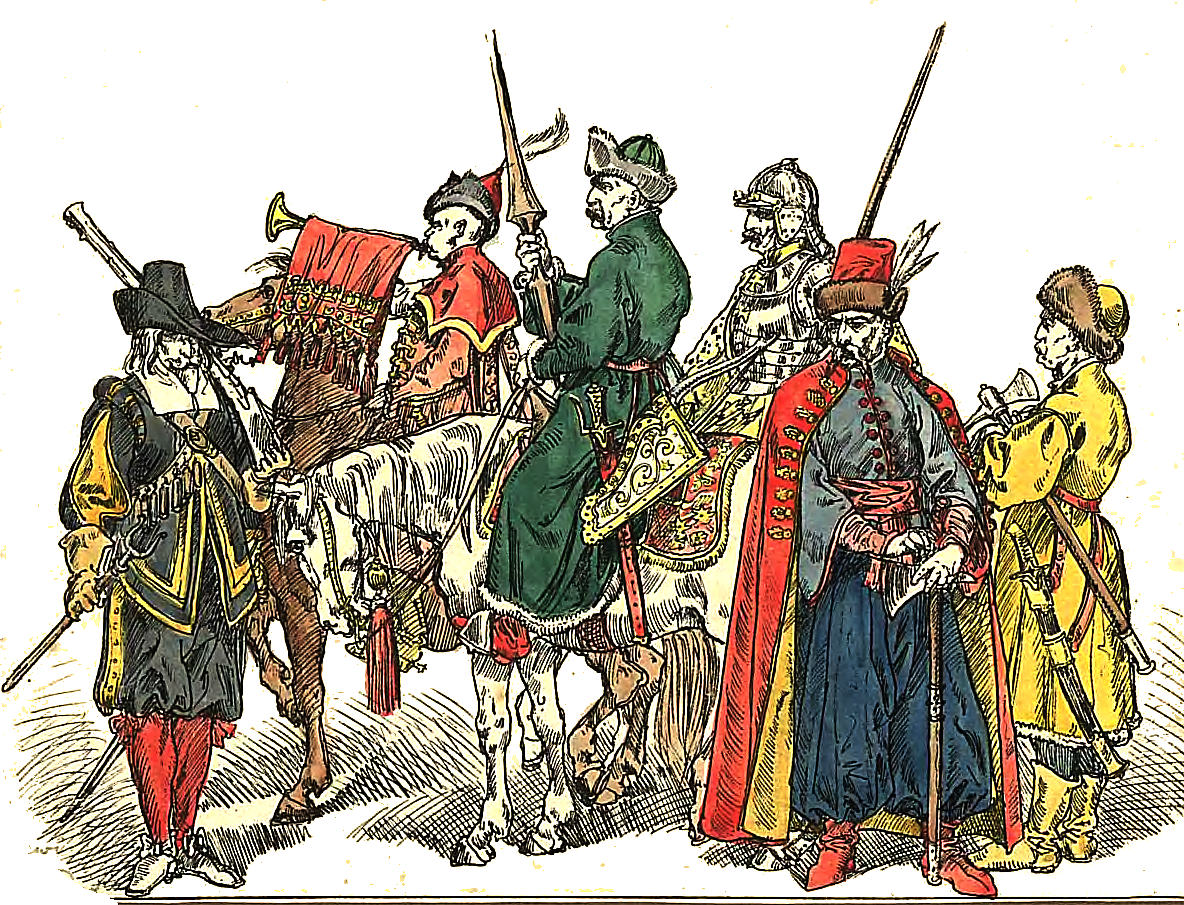
ヤン・マテイコによる17世紀半ばの東欧軍人。左から右へ: 銃士、喇叭手、軽騎兵、重装騎兵、ハイドゥーク、歩兵長。

フメリニツキーの乱のきっかけとなったのは、1647年の出来事であった。中部ウクライナを支配していたポーランド系の大貴族コニェツポルスキ家の家人でチヒルィーン町の副長官のダニエル・チャプリンスキは、ウクライナ・コサックの軍隊書記官であったボフダン・フメリニツキーの知行地を襲った。副長官は、フメリニツキーの留守を狙い、彼の屋敷を灰燼に帰した上、3男を殴り殺して恋人のモトローナも奪った。フメリニツキーは、最高裁判権を有していた国王ヴワディスワフ4世に提訴したものの、従来から王の影響力が弱かったため、敗訴した。そこでフメリニツキーは反乱の念を抱き始めたが、コニェツポルスキ家は彼を牢に閉じ込めて処刑を命じた。しかし、牢の警備長はフメリニツキーに同情して脱獄に協力し、1647年12月にフメリニツキーは仲間を連れて、南部ウクライナにあったウクライナ・コサックの根拠地ザポロージャのシーチへ逃れることができた。当時、その根拠地で1638年以後コサックの蜂起を防ぐためにポーランド政府の番人衆が置かれていたが、フメリニツキーは現地のコサックと合流して1648年2月に番人衆を殺害してシーチを確保し、コサックによってヘーチマンとして選任された。
そもそもボフダン・フメリニツキーは、紅ルーシ出身のウクライナ系の小貴族、コニェツポルスキ家の家人であった。彼は1609年から数年をかけてイエズス会のリヴィウ・カレッジで人文科学とラテン語を勉強し、将官として登録コサックというウクライナ・コサックから構成される政府側の公式なコサック軍に入隊した。1620年代から1630年代までの間、フメリニツキーはオスマン帝国、クリミア・ハン国、ロシア・ツァーリ国との多数の戦いで過ごし、1646年にフランス側の傭兵コサックの司令官として三十年戦争に参陣した。フメリニツキーは、当時の知識人であり優秀な軍人であったため、ウクライナ・コサックのあいだで尊敬を集めていた。

## 経緯

### 1648年から1649年まで

#### ジョーウチ・ヴォーディの戦い
フメリニツキーがコサックを集めて反乱の準備をしていると知ったポーランド王国政府は、ウクライナに駐留するミコワイ・ポトツキとマルチン・カリノフスキが率いる官軍にコサックを鎮圧すように命じた。官軍が1648年の来春まで進攻できなかったので、フメリニツキーはその隙に南方の隣国であったクリミア・ハン国と同盟を結び、クリミア・タタール人はウクライナ・コサックに援軍を出すことを約束した。そのかわり、交渉役であったフメリニツキーの長男ティーミシュは、人質としてタタールのもとへ留め置かれた。1648年4月、官軍の司令官たちは、貴族の諸部隊の到着を待つためにコールスニ町辺りで本陣を据え、ポトツキの子息が率いる1万人余りの先陣をフメリニツキーの根拠地へ派遣した。その先陣は、4月29日にジョーウチ川（ウクライナ語: Жовті Води - 英: Zhovti river）の辺りでフメリニツキー麾下の8千人のコサックとトハイ・ベイ麾下の1千5百人のタタール人からなる同盟軍と衝突した。コサック・タタール同盟軍が優勢であったため、官軍の先陣は即席で築いた砦で立て籠もり、和平交渉を望んだ。しかし、先陣にいた政府側の1千人余りの登録コサックが交渉中に指揮官のイヴァン・バラバーシュらを殺害してフメリニツキーのコサックへ寝返ったため、交渉は決裂した。5月15日の夜、先陣はコサックの軍の包囲を突破によって脱出しようとしたが、クニャージ・バイラークィでコサックの鉄砲隊と砲兵隊の射撃に遭って破滅した。捕虜となったウクライナ系の貴族はフメリニツキーに登用され、その他の捕虜はタタール人の獲物となった。

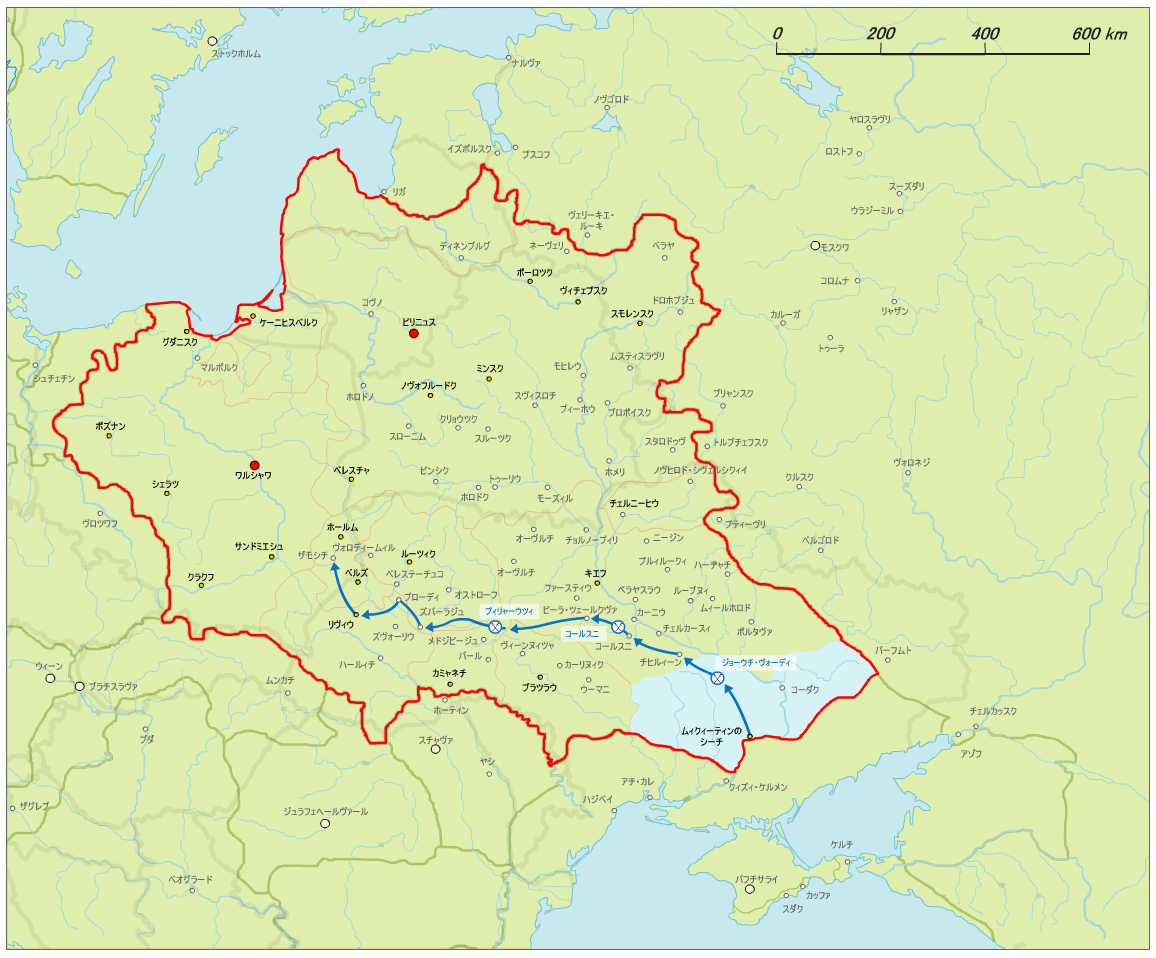
1648年
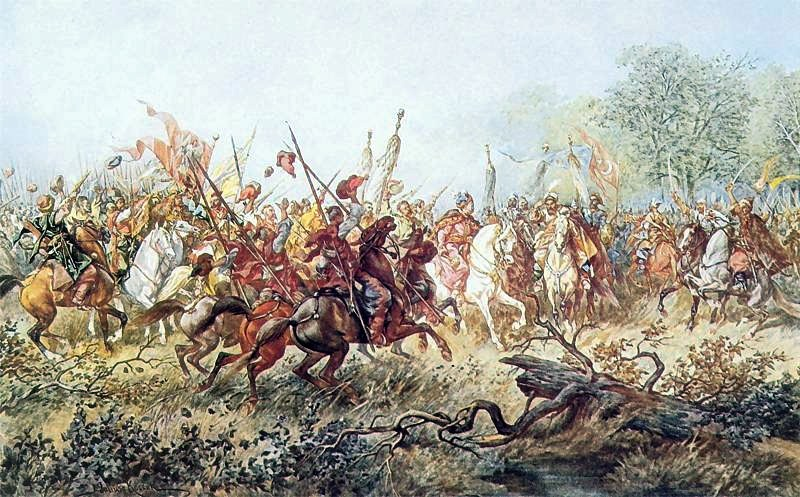
コサック（左）とタタール（右）の合流
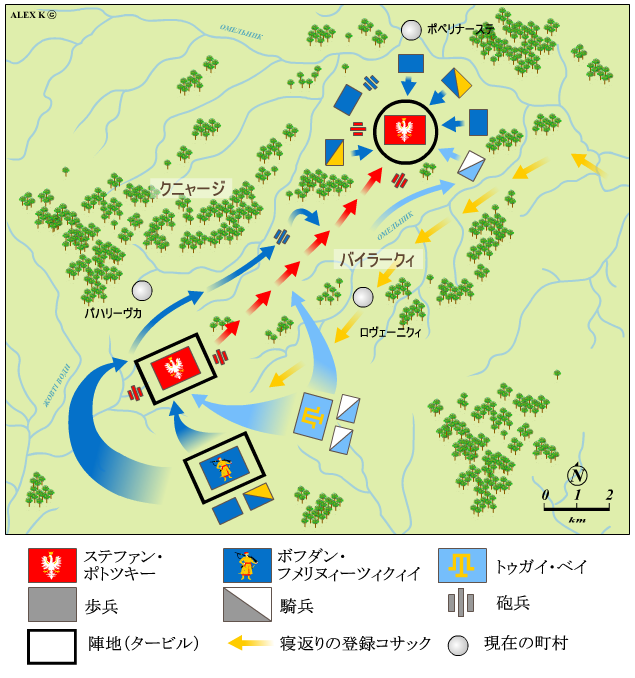
ジョーウチ・ヴォーディの戦い

#### コールスニの戦い

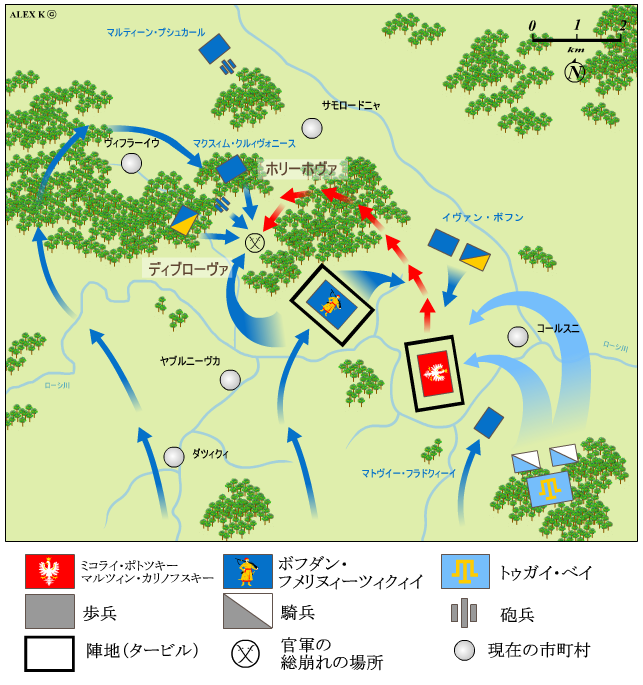
コールスニの戦い

初勝利を収めたコサック・タタール同盟軍は直ちに北上し、5月25日にコールスニ町辺りの官軍の本陣を包囲した。司令官であるポトツキとカリノフスキは包囲脱出を図ったが、その計画は現地のスパイによってコサックの陣地へ知らされ、コサックは官軍の脱出経路に罠を仕掛けた。翌日、官軍はコサック・タタール同盟軍の強い抵抗を受けることなく脱出し、途中でのホリーホヴァ・ディブローヴァの峡谷に入ると、真正面と側面からコサックの猛烈な射撃と、背面からタタールの騎兵隊の打撃を受けて総崩れとなった。官軍の8割が戦死し、負傷した両人の司令官を初めとする軍人はタタール人の捕虜となってクリミア・ハン国へ送られた。
このコサック・タタール同盟軍の大勝利によってウクライナでは政府の軍が消滅し、治安が悪化した。それと同時に、貴族、聖職者やユダヤ人などの支配者階級から弾圧と軽蔑を受け続けたウクライナの農民や町人が蜂起し、宮殿や寺院を略奪して従来の主君、長官や管理者などを殺害しはじめた。庶民軍を率いたのはフメリニツキーの部下、マクスィム・クルィヴォニース連隊長であった。こうした暴動に、東ウクライナの領主でウクライナ系貴族のヤレーマ・ヴィシュネヴェーツィクィイ公が立ち向かった。彼は、反乱を征することに熱心に努めたが、無差別に数多くの町村を焼き払って無罪の住民まで処刑したので、政府と支配者に歯向かう庶民の数を増加させていったばかりであった。

#### プィリャーウツィの戦い
コールスニの戦いが始まる直前、1648年5月20日にポーランド・リトアニア共和国の国王ヴワディスワフ4世が崩御した。君主と在ウクライナ官軍を失ったポーランド政府はコサックと和平交渉を開始する一方で、急いで全国の貴族の私兵部隊を動員しはじめた。9月上旬に交渉が打ち切られ、新たに集められた騎兵隊を中心とした4万人の官軍と、銃兵隊を中心とした6万人のコサック軍が再び互いに勝負を挑んだ。コサックを見下している軍人が多かったことから、官軍内には楽観的な雰囲気が漂っていた。9月21日に両軍はプィリャーウツィ村辺りで対陣し、9月23日に合戦の火蓋が切られた。最初、官軍の騎兵隊がコサックの陣地を襲ったが、鉄砲と砲兵の射撃の前で撤退を余儀なくされた。その隙にコサックの歩兵は防戦から反撃に転じ、敵の歩兵を全滅させた後、官軍の本陣に近づいた。そんな中、官軍の司令官と長官たちが合議した上で敗走し、それを知った他の貴族と従者は恐怖に陥って、武器・軍旗・兵糧・宝物を捨てて逃げ去った。コサックの手には800万枚の金銭に値する戦利品が入った。

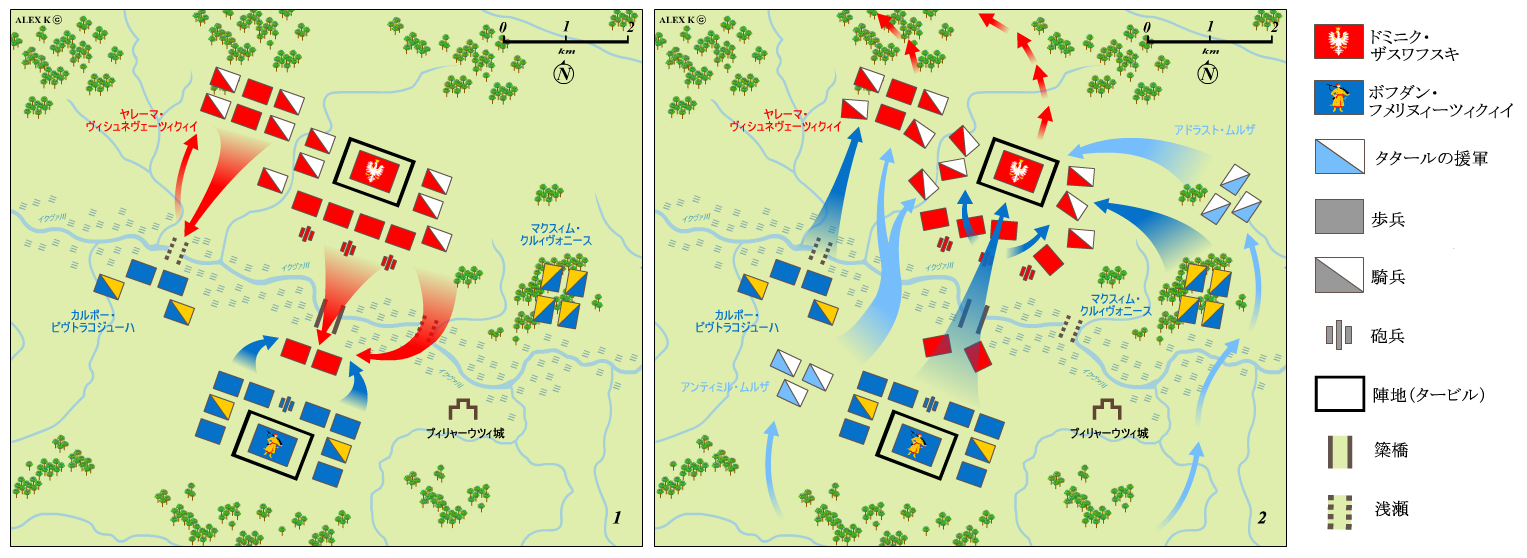
プィリャーウツィの戦い。

三連勝したコサック軍はタタールの援軍に伴われて1648年10月に西ウクライナのヴォルィーニとガリツィア地方へ乱入し、最大の都市リヴィウを包囲した。包囲は三週間続いたが、市民は代償金として120万枚の金銭をコサックへ支払った。その他の地域では、コサックの軍事成功を背景に庶民が蜂起し、宗教や民族などを問わず貴族や管理者を虐殺していた。
1648年11月にコサック・タタール連合軍はポーランドの本土に攻め入り、ザモシチ市を取り巻いた。ポーランドの首都、ワルシャワが危険に晒されている中、ヤン2世が新たな国王として選ばれ、ザモシチが陥落する寸前に政府はフメリニツキーとの和平交渉を再開した。コサック軍は、ポーランドに侵攻して優勢であったものの寒さ・疫病・糧食不足などに悩まされており、交渉に応じた。フメリニツキーの要求は、反乱者全員の大赦、登録コサックの人数の増加、ウクライナにおけるコサックの内政自治権の回復、コサック海賊行動禁止令の取り消し、コサック領内でポーランド・リトアニア共和国の官軍の駐在禁止などであった。11月23日、ポーランド・リトアニア共和国の政府が一時的にフメリニツキーの要求に応じて休戦協定を結んだので、フメリニツキーはコサック・タタール連合軍を引き連れてウクライナへ帰陣した。

#### ズバーラジュ城の包囲・ズボーリウの戦い
1649年1月2日、フメリニツキーはコサックの長官たちに伴われてキエフへ凱旋した。彼を迎えたのはキエフ府主教スィリヴェーストル・コーシウとエルサレム総主教パイーシイをはじめとする正教会の主だった聖職者、キエフ・アカデミーの教員と学生、ならびに夥しい群集であった。聖職者の筋書きに沿ってフメリニツキーは現存したキエフ・ルーシ時代の最大の建造物である黄金の門を通り、昔のキエフ大公、また「ポーランド人の奴隷からルーシの民を救ったモーゼス」のように歓迎された。エルサレム総主教は、フメリニツキーの現在と未来の罪を許し、即婚であった彼の恋人と結婚させ、「ポーランド人との戦い」について祝福した。

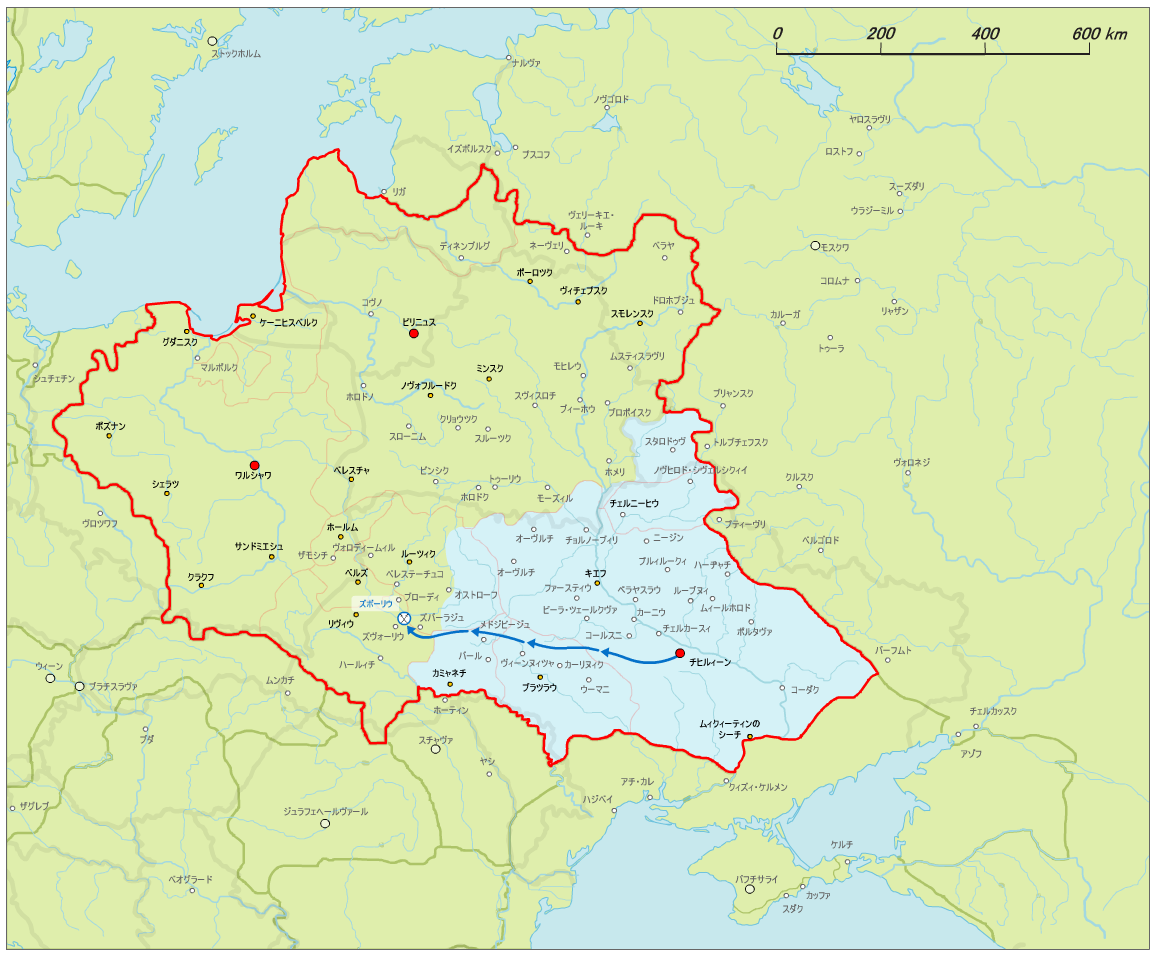
1649年
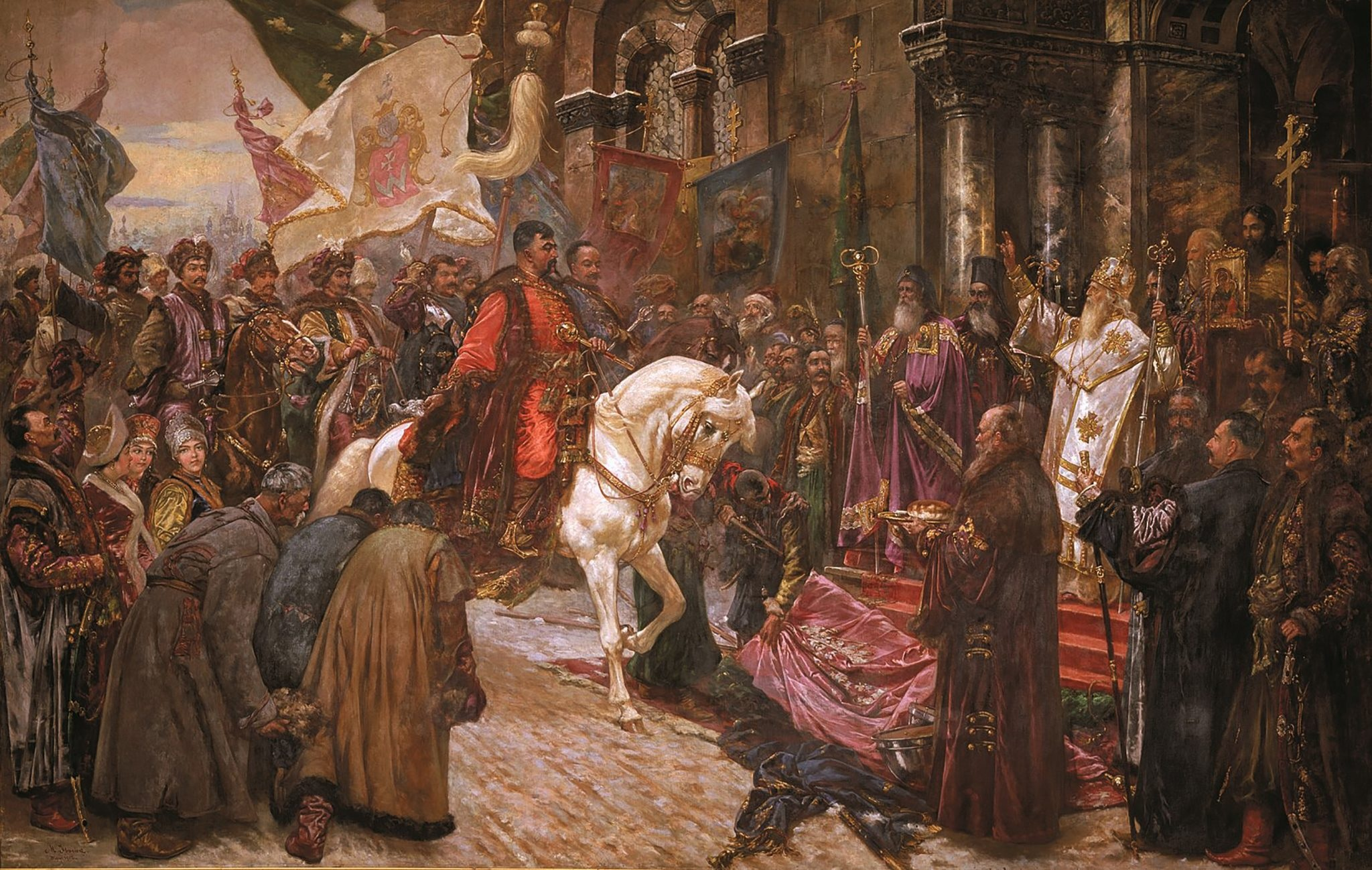
フメリニツキーのキエフへの入城
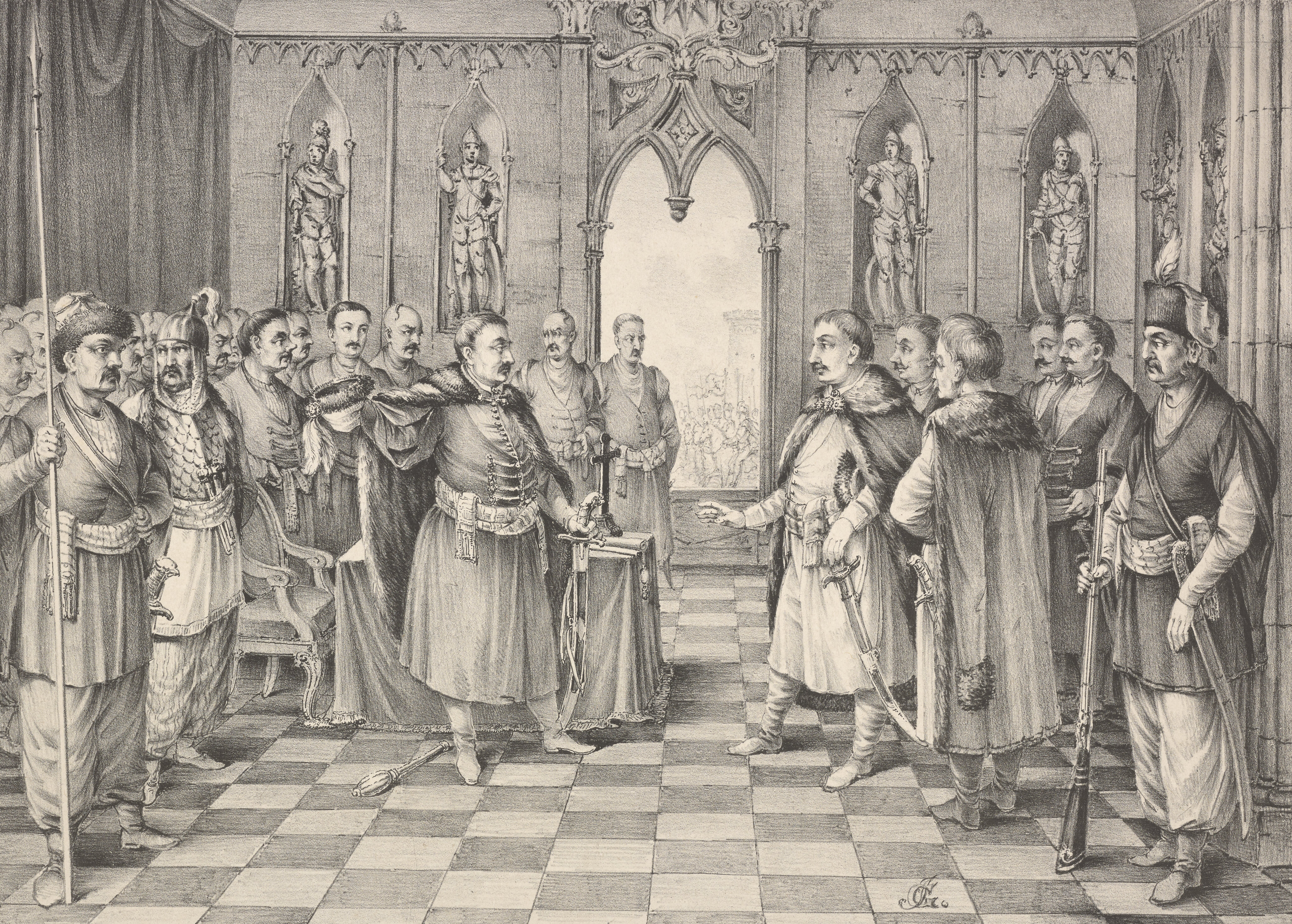
フメリニツキーとの和平交渉
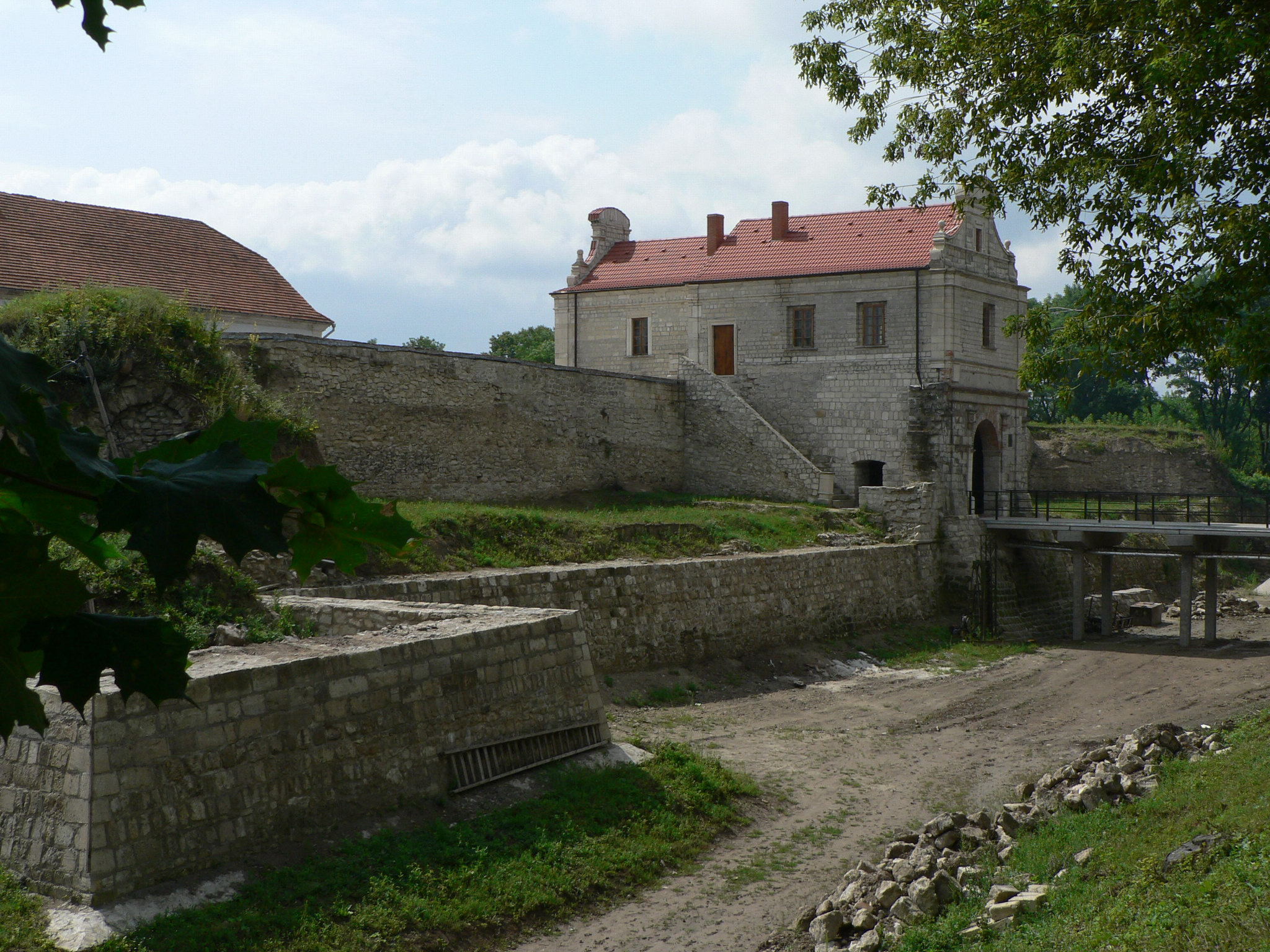
ズバーラジュ城の遺構

1649年2月、去年末にザモシチで始まった和平交渉に引き続いて、ポーランド・リトアニア共和国の政府より和平条約を結ぶための使節団がキエフに到着した。しかし、そこでフメリニツキーは、ザモシチでのコサックの棟梁としてコサックの自治権と軍人権の公認を求めたのではなく、「神様の御加護とサーベルで勝ち取ったルーシ」の君主という立場から、ウクライナ人（ルーシ人）が住む地域をポーランドの支配から解放するようにと使者に請求したのであった。使者は戸惑いながらも為す術もなかったので、首都へ帰った。
1649年3月にポーランド・リトアニア共和国側のヤレーマ・ヴィシュネヴェーツィクィイが率いる1万5千人の貴族軍は休戦協定を破り、コサックの支配地の西境で軍事活動を再開した。これに対してフメリニツキーは、動員の触れを出し、30連隊からなる10万人の新たな軍勢を集めた。5月中旬に、イスリャム3世ゲライが率いるクリミア・ハン国の4万人のタタール軍はコサックの援軍として参陣した。6月末にコサック・タタール同盟軍は、貴族軍を攻めてズバーラジュ城へ撤退させたが、城を攻め取ることが出来なかったため、7月20日にこれを包囲して兵糧攻めをすることにした。その包囲を知ったポーランドの国王は、直ちに3万人の軍勢を呼び集めて8月始めに貴族軍を救うために出陣したが、8月15日ズボーリウ町の周辺でコサックとタタールの予期せぬ突撃に遭い、7千人の死者を出して本陣に立て籠もった。

#### ズボーリウ条約

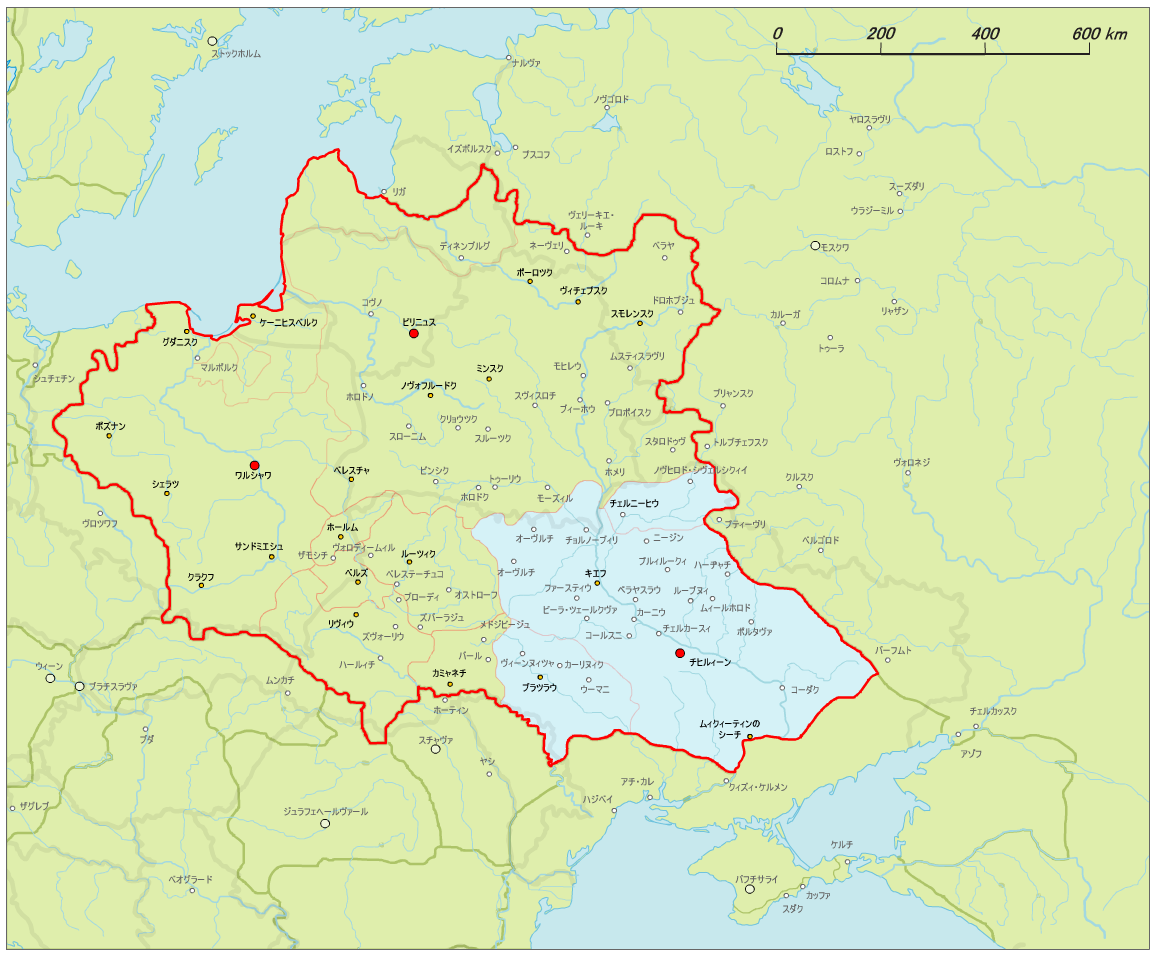
ズボーリウ条約によるコサックの自治領域。

そのような状況の中で、8月17日、フメリニツキーを除いてポーランド王とクリミアのハーンの間では秘密な平和交渉が始まった。国王は「チンギス・カンの子孫の朝廷」であるハーンに朝貢すること、ならびに包囲解除の代償金として40万銀銭を支払うことを約束した。クリミア・ハン国は伝統的にウクライナを奴隷狩りの地域にしていたため、ポーランド・リトアニア共和国の弱化によるウクライナ・コサックの強化を望んでいなかった。そのため、それまで同盟関係であったフメリニツキーを裏切ってポーランド・リトアニア共和国の提議を受け容れて平和条約を締結した。フメリニツキーはタタールの行動を知ると、やむなく国王に使者を遣わして、和平条約を結ぶためのコサックの要求を伝えた。その要求では、ポーランド・リトアニア共和国内のコサックによる自治領域は中央・北東ウクライナのキエフ県・チェルニーヒウ県・ブーラツラウ県ならびに東ヴォルィーニ地方と東ポジーリャ地方までに拡大すること、コサックの自治領域での行政はウクライナ系の貴族にのみ任命すること、在ウクライナのユダヤ人とイエズス会の会員全員を追放すること、国軍としてコサックの4万人を公認すること、戦争で参加したコサックと町人・農民の反乱者を大赦することであった。8月19日にコサックの要求に基づいて国王とフメリニツキーはズボーリウ条約を締結し、8月23日にズバーラジュ城の包囲が解かれた。数日後、国王はワルシャワへ、フメリニツキーはキエフへ帰陣した。タタールはクリミアへ戻りながら、ウクライナの町村を荒らして奴隷狩りを行った。

### 1650年から1651年まで

#### ベレステーチコの戦い
国王とフメリニツキーの間でズボーリウ条約が結ばれたにもかかわらず、1650年の前半はポーランド・リトアニア共和国の国会で条約認可をめぐって穏健派と武断派が対立していた。同年の夏、タタールの捕虜から1648年のコールスニの戦いで負けたミコワイ・ポトツキ司令官が戻って影響力を回復し、武断派に加担して「コサックの血で土が赤くなるまで」の新たな戦争の必要性を強調するようになった。結局、1650年末には武断派が勝利を収めて条約を認可せず、ポーランド・リトアニア共和国もコサックのウクライナも次の軍事衝突のために軍勢を動員し始めた。前者は1651年4月までに4万人の国軍と、8万人の大・小貴族部隊を集め、後者は同年5月までに4万人からなるプロのコサックの諸連隊と、6万人の町人・農民からなる志願兵を呼集した。それに、コサックの援軍としてイスリャム3世ゲライが自ら引率した3万人のタタール騎兵隊も加わった。両軍の人数は20万人を超え、今後の合戦はヨーロッパ戦争史上で最大の合戦の一つになると見込まれた。

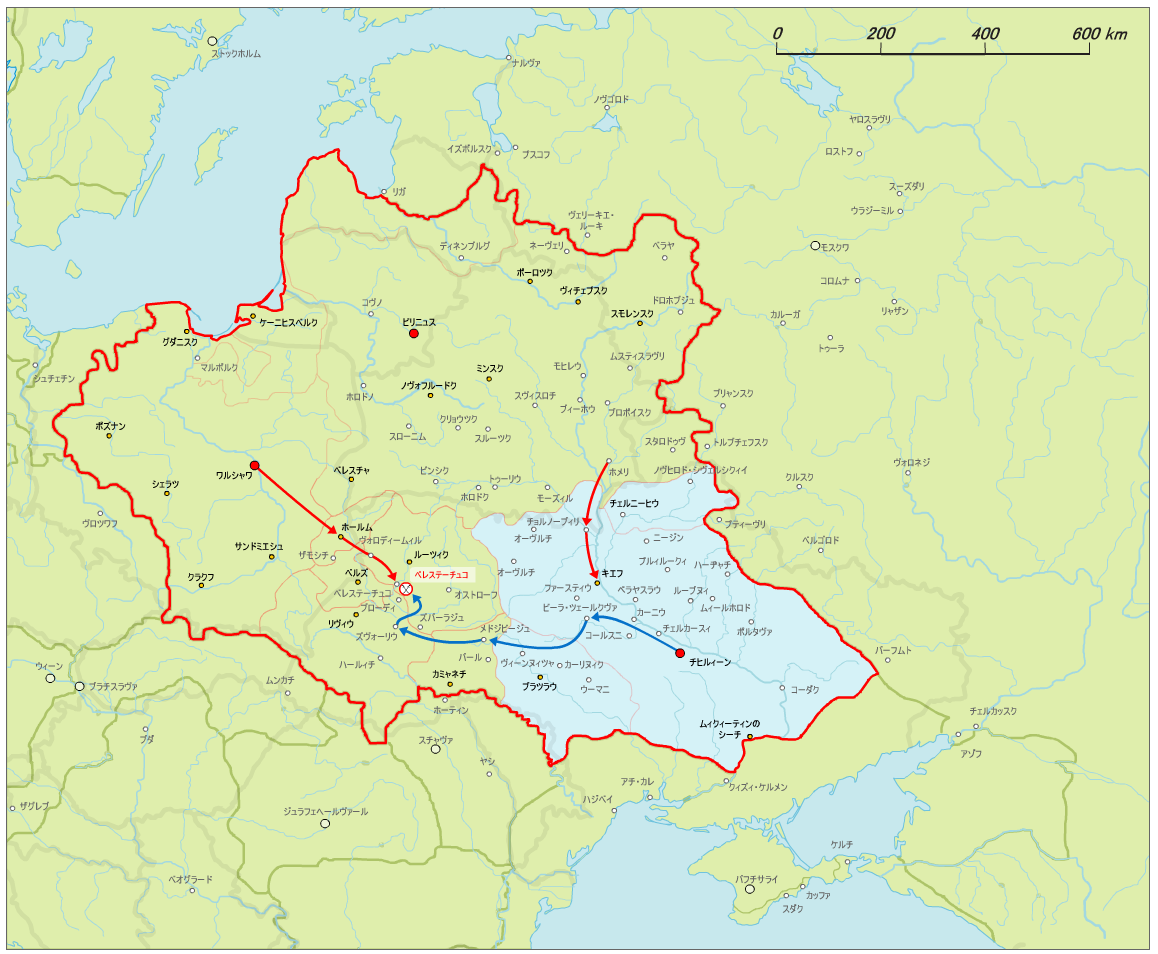
1651年
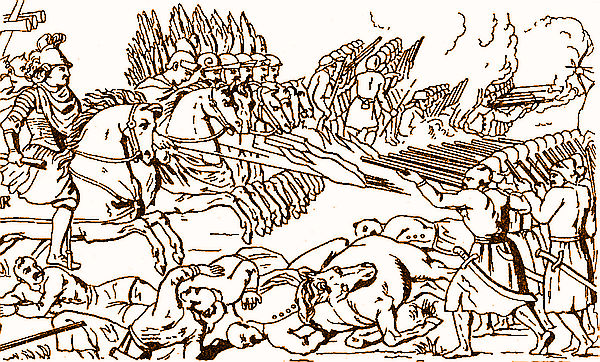
国王の騎兵によるコサック銃士への攻撃
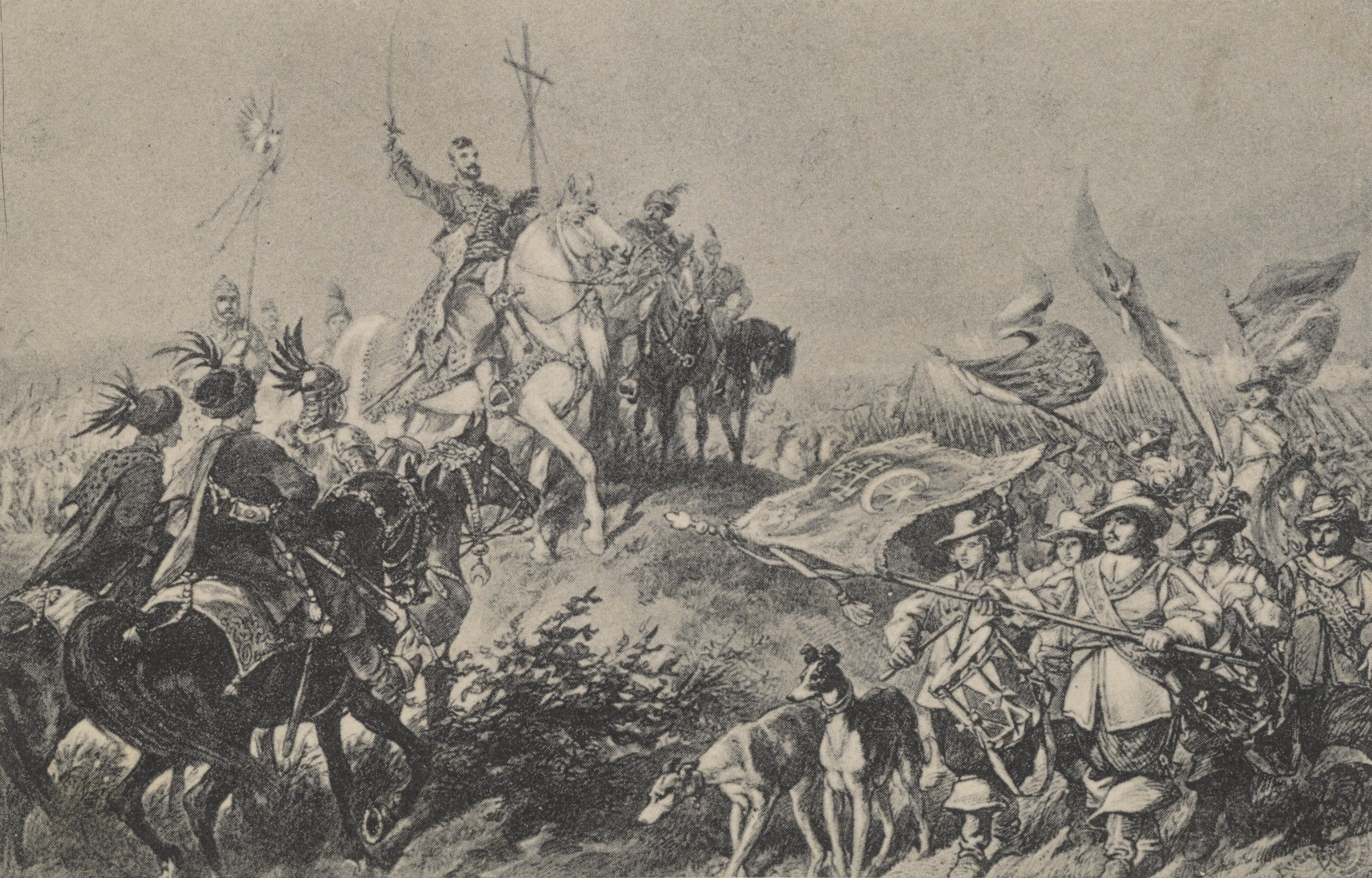
ヤレーマ・ヴィシュネヴェーツィクィイ
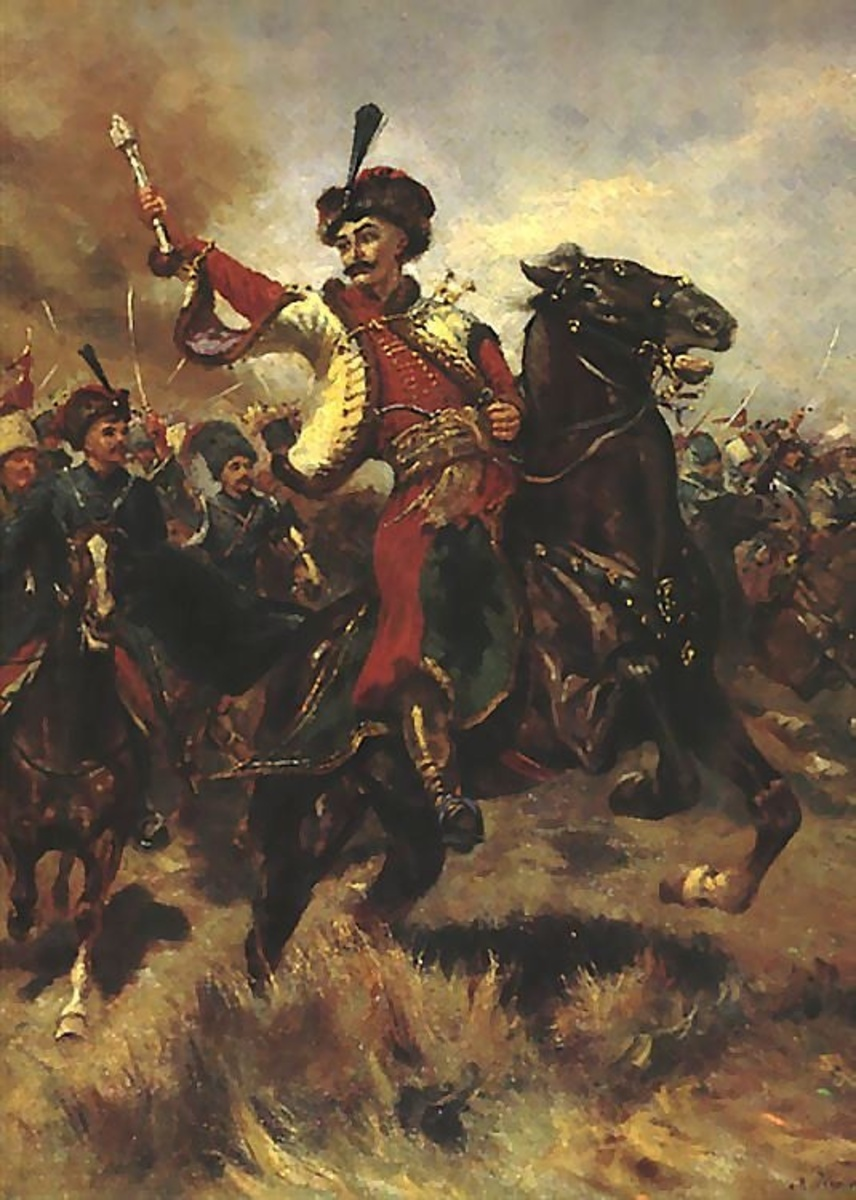
イヴァン・ボフーン

1651年6月中旬に国王軍とコサック・タタール同盟軍は西ウクライナのヴォルィーニ地方で、ベレステーチコ町の辺りの低地で対陣した。陣地は7km から8kmまで広がっていて両側から湿地と森林で囲まれていた。6月28日に合戦の火蓋が切られ、両軍の小隊による小競り合いが行われた。翌日、タタールの騎兵が周辺の高地を占領した一方、コサックの歩兵は横側から国王の軍勢を押し付け、約7千人の敵兵を討ち取った。コサック・タタール同盟軍は優勢に見えたが、6月30日に戦況が一変した。国王の歩兵がヤレーマ・ヴィシュネヴェーツィクィイの騎兵とともにコサックの歩兵をコサックの本陣まで撤退させ、国王の砲兵は高地に位置するタタールの本陣へ発砲を開始した。そんな中、タタールの指導者イスリャム3世ゲライは足傷を負い、カルハのクルム・ゲライやトハイ・ベイら数人のタタールの重臣が砲弾に斃れた。砲撃によって多数の死者を出したタタールは、戦場から急速に後退してコサックの陣地の左側を裸にした。フメリニツキーはタタールを引き止めようとイスリャム3世ゲライの所へ向かったが、タタールは戦闘の続行を断ってフメリニツキーを虜にした。
残されたコサック軍は、タタールの行動によって同盟者と総司令官を失って窮地に陥り、本陣を湿地と諸川の合流地帯へ移動させ、それを要塞化して篭城することを決めた。それに対して国王軍はコサックの本陣を取り巻いて、十日間連続でそこへ発砲し続けた。7月10日の夜、フメリニツキーの不在でコサックはイヴァン・ボフーンを臨時の棟梁に任命し、湿地を通って本陣から密かに脱出し始めた。2万人のコサック騎兵隊と砲兵隊の一部が脱出に成功したものの、町人・農民を中心とした志願兵はコサックに捨てられると恐れてパニックになり、湿地内で脱出用の道路が壊されて多数の志願兵が沈没した。それを察知した国王軍は、敵本陣に総攻撃を開始したが、300人の選れたコサックの殿軍で食い止められ、数時間をかけてそれを全滅させたにもかかわらず、コサック軍に致命的な打撃を与えることは出来なかった。こうして、合戦はポーランド・リトアニア共和国の大勝利で終わり、国王軍は3万枚の銀銭の軍事金、20のコサック軍旗と軍印、フメリニツキーの棟梁のしるしである戦棍を入手した。

ベレステーチコの戦い。

#### ビーラ・ツェールクヴァ条約

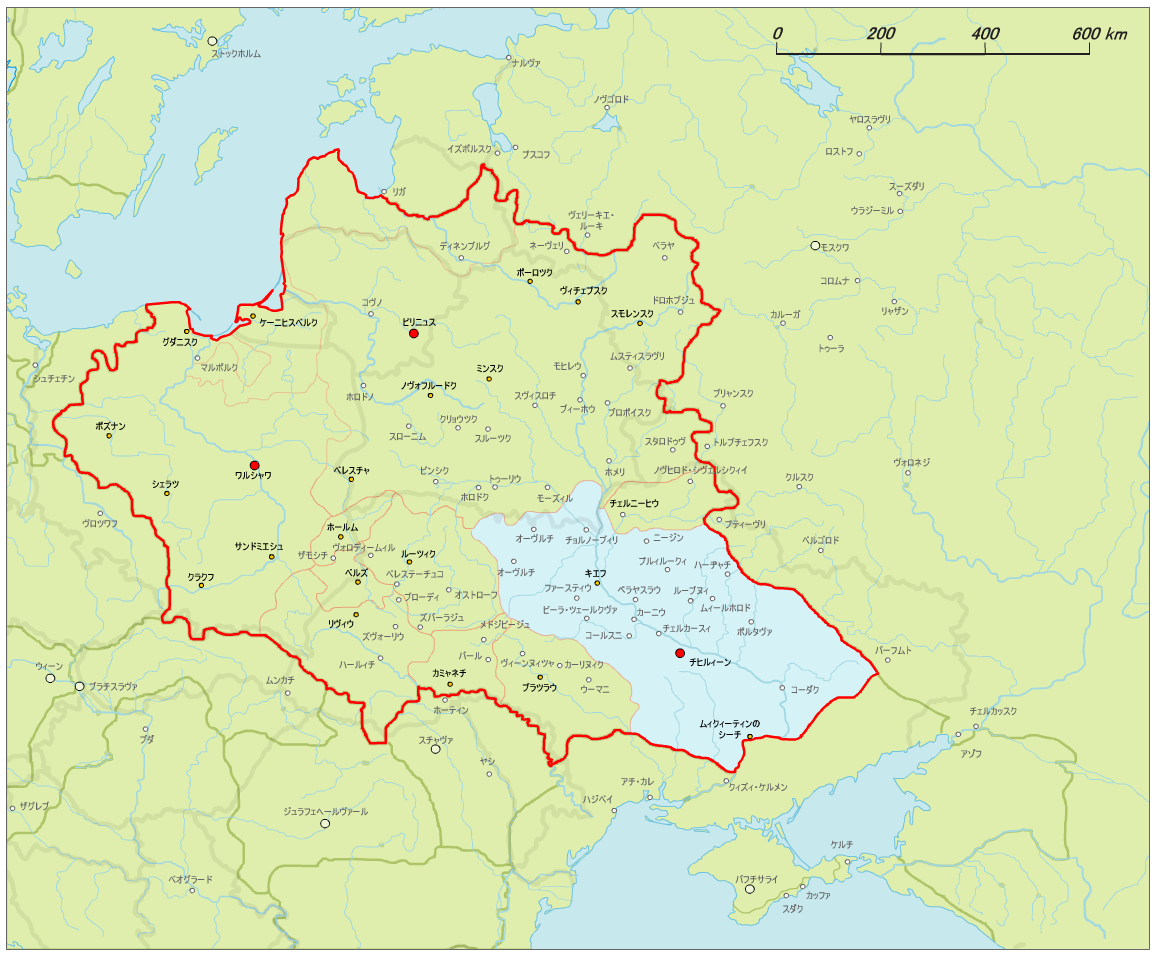
ビーラ・ツェールクヴァ条約によるコサックの自治領域。

ベレステーチコの戦い後、国王は首都に帰り、中部ウクライナの鎮圧を武断派のミコワイ・ポトツキとヤヌシュ・ラジヴィウに任せた。しかし、両人の軍勢は、南下すればするほど、食料不足と疫病、さらにウクライナの住人の抵抗と庶民からなる遊撃隊に悩まされていた。ベレステーチコの戦いで多くの犠牲者を出したウクライナ人は官軍を怨み、戦争は社会階級の対立から始まったポーランド・リトアニア共和国の内戦から次第に民族対立を中心としたポーランド対ウクライナ戦争に変更していった。
そんな中、7月17日にフメリニツキーは、タタールに解放されてビーラ・ツェールクヴァ町に到着し、8月中旬まで町の辺りで堅固な砦を築城して2万5千人のコサックと6千人のタタールを集めた。ポーランド勢は、砦の攻撃に失敗したことと、現地民によって補給が断たれたことによって危殆に瀕し、9月10日に和平交渉をコサックに提案して9月28日にビーラ・ツェールクヴァ条約を締結した。その条約は、前のズボーリウ条約で公認されたコサックの自治領域を中部ウクライナのキエフ県まで限定し、コサック軍の縮小とクリミア・ハン国との同盟の撤回を求め、フメリニツキーが外交を行うことを禁じていた。また、ポーランド系貴族・ユダヤ人・イエズス会会員がウクライナに戻ることが許され、彼らが戦前まで有していた土地・財産の返却が義務づけられた。

### 1652年から1653年まで

#### バティーフの戦い
ビーラ・ツェールクヴァ条約の締結によってポーランド側もコサック側も必要としていた短い休戦になったが、双方ともその条約に従うつもりはなかった。1652年春に召集されたポーランド・リトアニア共和国の国会が条約の認可を却下したことを名目に、フメリニツキーは4月にコサックの長官たちに新たな戦争のために準備をするようにと命令した。その戦争のきっかけになったのは、コサックによるモルドバ公国への出兵であった。条約上フメリニツキーは独自の外交を行わないとされていたため、他国への出兵を条約違反とみなしたポーランド側は、コサック軍を止めるべくマルチン・カリノフスキが率いる1万2千の騎兵と8千人の歩兵を派遣した。騎兵の半分は「羽のユサール」と呼ばれるポーランドの選良の重騎兵と、歩兵の半分はエリートのドイツ傭兵隊から編制されていた。ポーランド軍は南下してバティーフ山の麓とラディージン町の間に陣を取ったが、敵軍の到来を予期していなかったため、陣地の防備を怠った。しかし、6月1日、コサック・タタール同盟軍は突然に現れ、油断していたポーランド軍を攻撃して本陣まで撤退させた。翌朝、コサックとタタールは駕の中の鳥となったポーランド軍に総攻撃を懸け、カリノフスキを初めとする多くの司令官を討ち取り、1万余りの敵兵を殺害した。そのなかでドイツ傭兵隊も「羽のユサール」もほぼ全滅した。3千人のポーランドの兵士は捕らえられ、ベレステーチコの敗戦の復讐として斬首された。

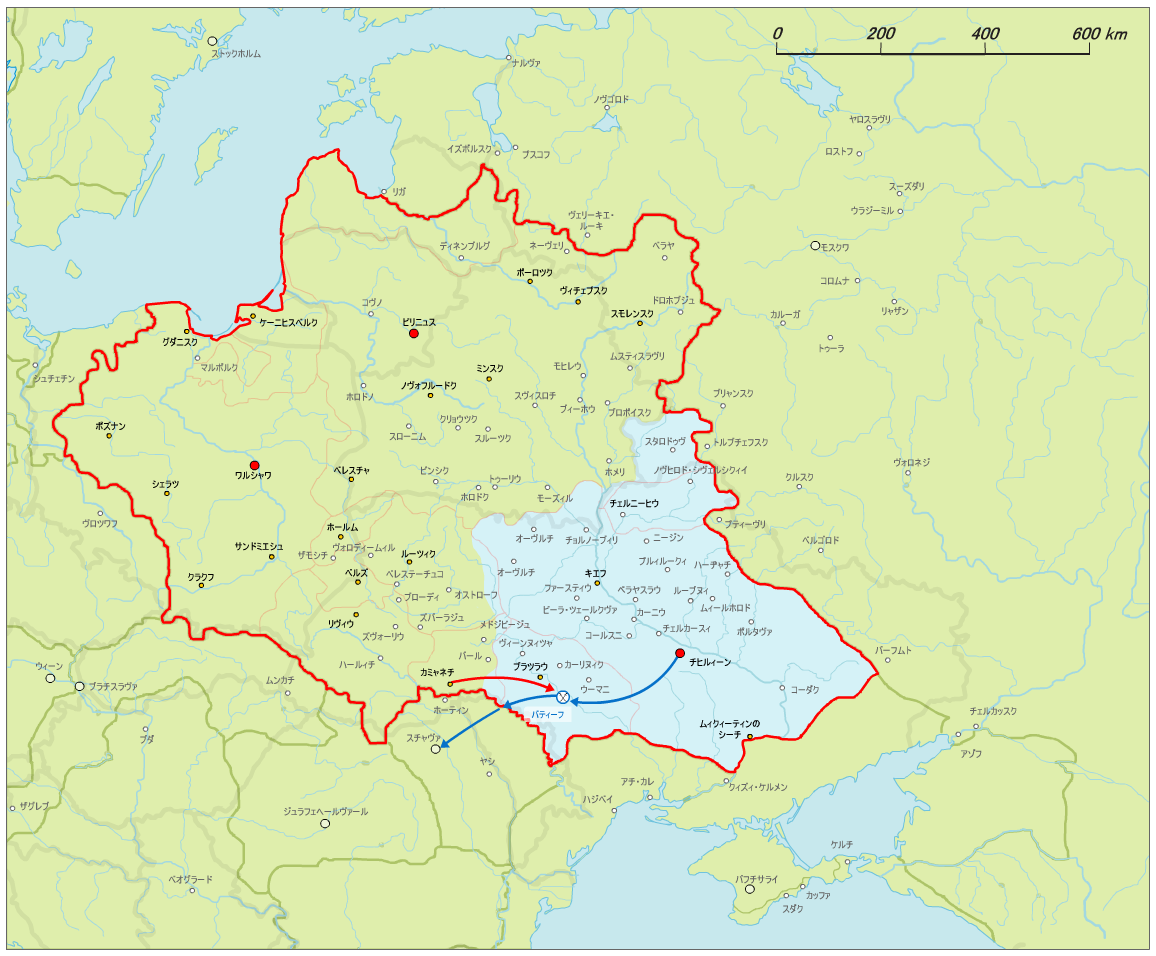
1652年
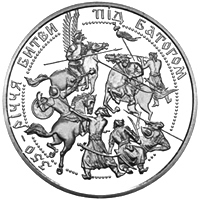
バティーフの戦いの記念硬貨
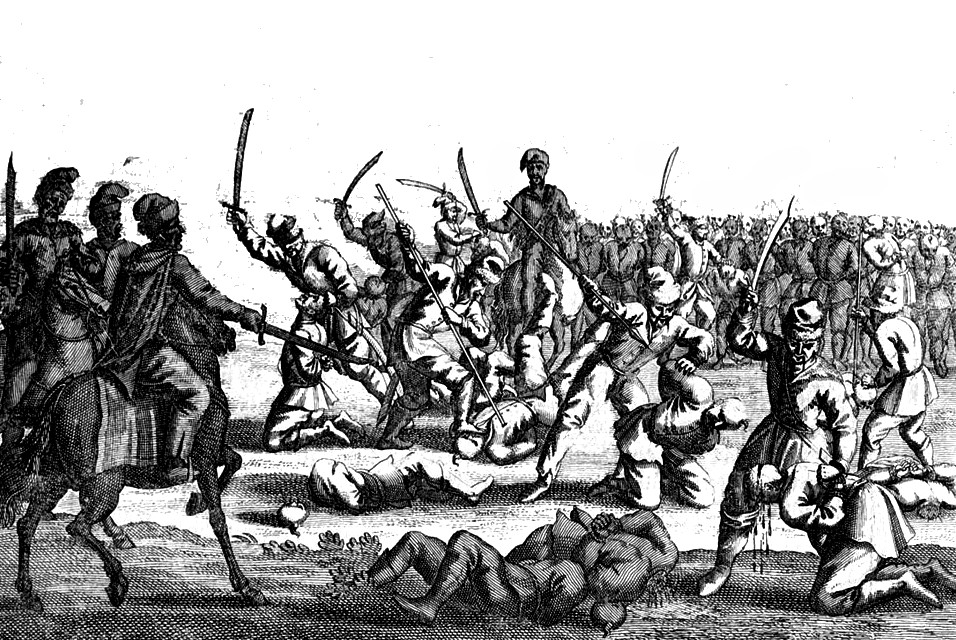
ポーランド捕虜の成敗
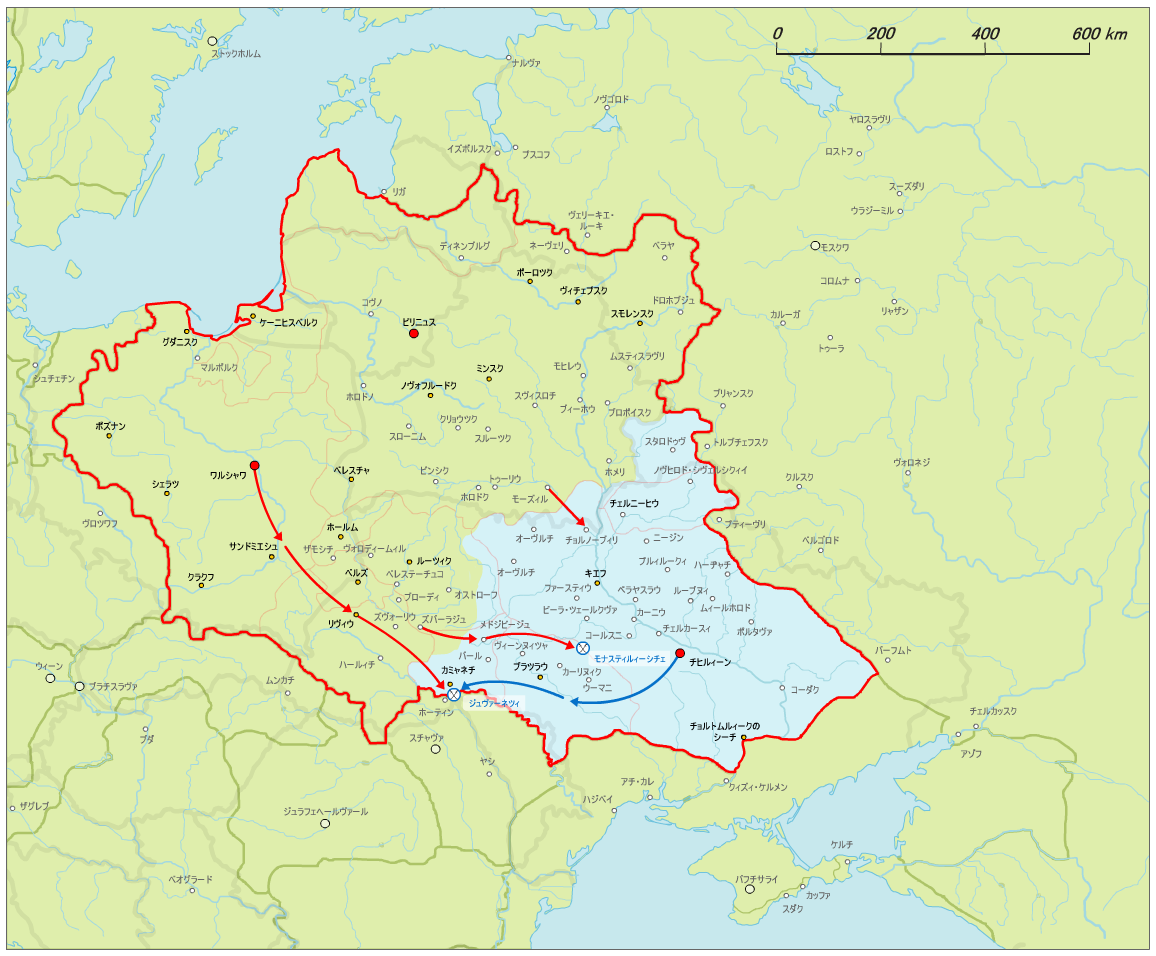
1653年

#### ジュヴァーネツィの戦い
バティーフの戦いで勝利したフメリニツキーは、ポーランド・リトアニア共和国政府にズボーリウ条約の条々に基づいて和平を申し入れた。しかし、惨敗を喫したポーランドの政治家と軍人は、冷静になるどころか熱狂して申し入れを感情的に断り、新たに4万人の兵士を動員した。1653年3月、ステファン・チャルニェツキが率いるポーランド軍の先陣は「生殖できぬほどウクライナ人を一人も残すな」という標語のもとコサック支配下のブーラツラウ県へ乱入し、7月上旬にポーランド国王が指揮する軍勢が西ウクライナのリヴィウ町の周辺に集結した。それに対してフメリニツキーは、イヴァン・ボフーンの連隊を派遣して敵軍の先陣を撃破し、クリミアのイスリャム3世ゲライと結んで約4万人の兵力を呼集した。
10月上旬、4万からなる国王軍はドニステル川の中流に位置するジュヴァーネツィ町近郊に陣取った。国王は、モルドバ公国・ワラキア公国・トランシルヴァニア公国からの援軍を待っていたが、コサック・タタール同盟軍はその援軍を途中で蹴散らし、10月末に国王軍の本陣を包囲した。その折に寒気が始まったため、両軍は寒さと食料不足で苦悩し、決戦を挑む力がなかった。そこで、12月5日にクリミアのハンは、1649年と同様にズボーリウ条約の復帰を国王に求め、国王はそれを受け入れた。しかし、今回の平和条約は、両国の君主が互いに面会しなかったことと、代理人を通して成文ではなく口頭協定を交わしたことがために、単なる休戦用の虚実の宣言にすぎなかった。それにもかかわらず、参戦者は皆納得していた。なぜなら、ポーランド側は国際法律上でズボーリウ条約の復帰はなかったものと判断し、タタール側はコサックとポーランドの勢力的バランスを管理して後者を朝貢国にし、コサック側は経済力・軍力の回復と同盟者の変更のための時間を得たからであった。

### 1654年

#### ペレヤースラウ条約

##### 対オスマン帝国の外交策
フメリニツキーの乱が始まった1648年以来、ウクライナ・コサックはポーランド・リトアニア共和国と対等に戦うために隣国の中から頼れる同盟者を求めていた。最初の段階でフメリニツキーは、生活様式でコサックにもっとも近い存在であったクリミア・ハン国のタタールと同盟を結び、1648年から1653年にかけて諸戦において勝利したが、タタールは自らの国益を追求してポーランドを弱めながら、コサックのウクライナが強固にならないことに努めた。クリミアのタタールは、1649年のズボーリウと1651年のベレステーチコの決戦場でコサックを裏切ったことがあり、さらにコサックの領内で奴隷狩りを行ってコサックの経済と支持層を損壊しつつあった。そのためフメリニツキーは別の同盟者を捜し求め、1648年末からオスマン帝国に目を向けた。1650年の夏にコサックとオスマン帝国は互いに公式な使節団を派遣し、コサックのウクライナは当時オスマン帝国が支配していたクリミア・モルドバ・ワラキア・トランシルヴァニアの隣国と同様な形でオスマン帝国の保護国になることが思案された。それにフメリニツキーは、オスマン帝国に接近するために、1652年の春にモルドバ公国のヴァシーレ・ルプ主君の息女ルクサンドラと自分の息子ティモフィーイを結婚させ、コサックの棟梁をオスマン帝国の支配下にいた諸君主の範囲に入れようとした。1651年初めにオスマン帝国のメフメト4世は、フメリニツキー宛てにウクライナを保護国にする約束状を送り、さらに、1653年5月下旬にフメリニツキーのために保護国の統治者の標章を遣わしたが、ウクライナの正教会の聖職者がオスマンの保護を受けることに強く反対し、その上、フメリニツキーの子息がモルドバの内戦で反オスマンの勢力を支持して無断でオスマン帝国の保護国のワラキアに攻め入ったため、フメリニツキーによるオスマンとの外交政策は失敗に終わり、ウクライナがオスマン帝国の保護下に置かれることはなかった。

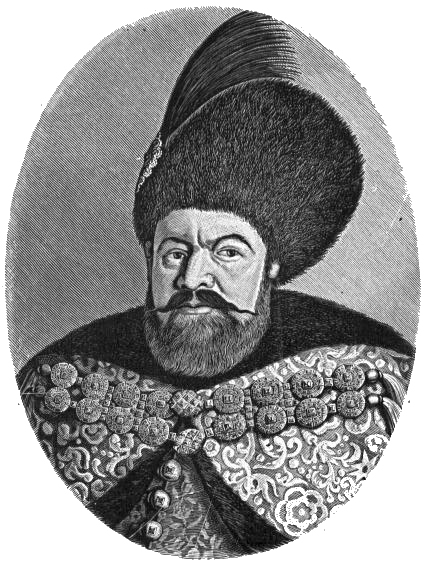
ヴァシーレ・ルプ （モルドバの君主）
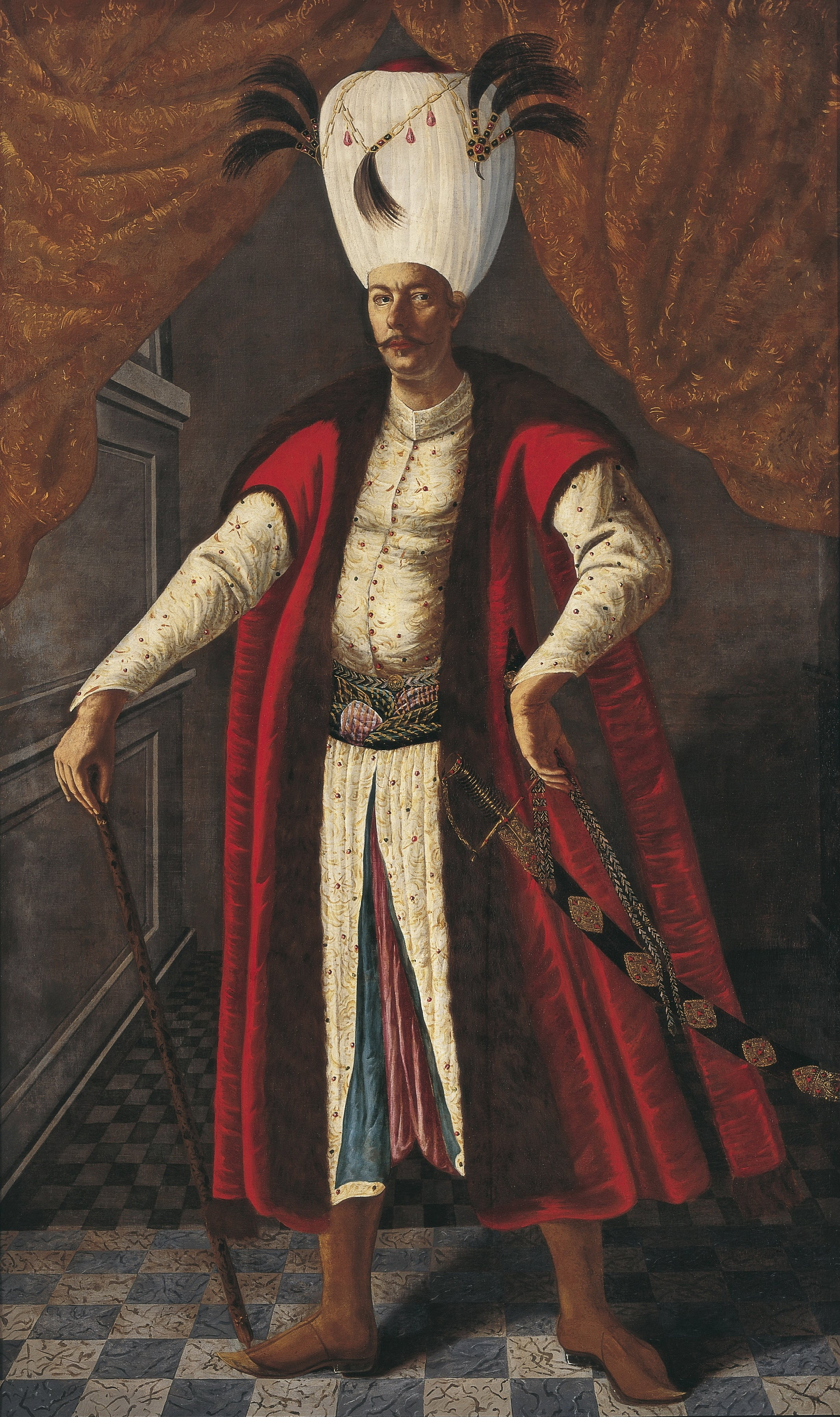
メフメト4世 （オスマン皇帝）
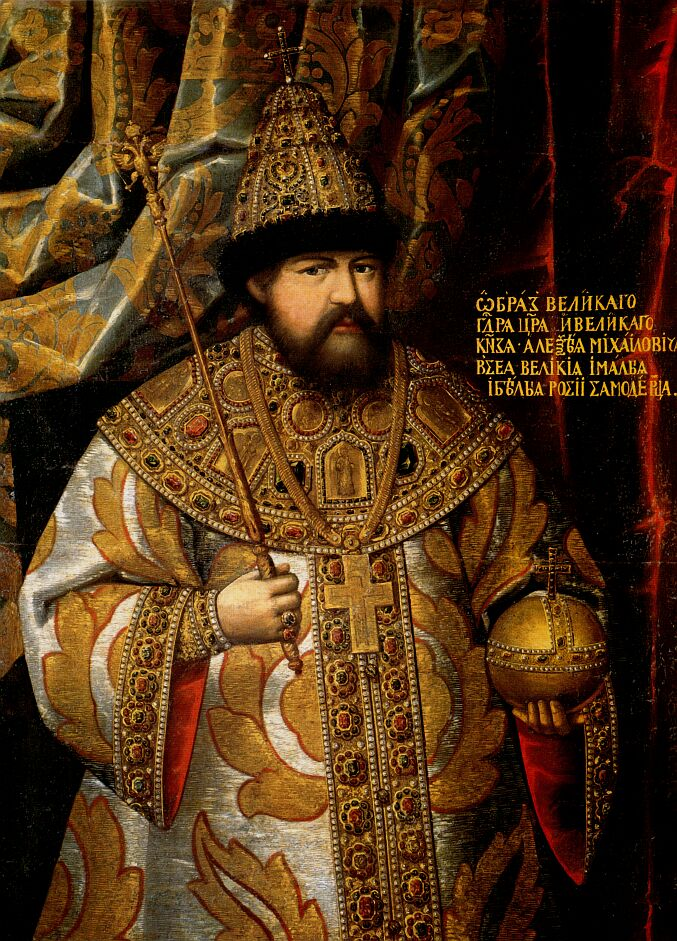
アレクセイ （ロシアのツァーリ）

##### 対ロシア・ツァーリ国の外交策
オスマン帝国との外交と並行してフメリニツキーは、ポーランド・リトアニア共和国の宿敵、東北のロシア・ツァーリ国とやり取りを行っていた。1648年5月にコサック・タタール同盟軍がジョーウチ・ヴォーディの戦いで勝利したことによってウクライナで庶民による反乱が勃発したので、ロシア側はタタールと反乱者の来襲を警戒して軍を動員しはじめた。その軍はコサック・タタール同盟軍の背後を突く可能性があったため、フメリニツキーは6月18日にツァーリ・アレクセイ宛に書状を出し、同盟軍がロシア・ツァーリ国に侵入しないことを約束してポーランドと戦うための援軍を頼んだ。書状を受けたツァーリは軍の動員を中止したものの、スモレンスク戦争でポーランドのために失った西方の領土を取り戻す十分な力がなかったのでコサックへの援軍を出さなかった。1649年1月以降、コサック側は頻繁にロシア・ツァーリ国に援軍を依頼したが、ロシア側はその依頼をつねに却下した。それがために、1649年4月よりモスクワへのフメリニツキーの書状では、ロシア・ツァーリ国の参戦を促すため、コサック軍の軍事的支援の請願が次第にコサックの自治領域をツァーリの保護下に置くよう求めるという政治的支援の請願に転化していった。1650年末以降、ロシア側は自力ではポーランドからの領土復帰を得られないと考えるようになり、1651年2月にモスクワの全国議会はポーランドとの平和条約遮断を議決し、1652年3月よりコサックとの同盟を結ぶ方向へゆっくりと動き始めた。1653年6月30日に、オスマン帝国がコサックの国家を自分の保護国にすることを承諾したとの通知がモスクワに届くと、ツァーリは、ウクライナが反ロシア勢力になることを恐れて、大急ぎで7月2日にフメリニツキー宛の書状を出し、ウクライナをロシア・ツァーリ国の保護国として受け入れることを約束した。さらに、ツァーリの書状を確証するかのように、1653年10月11日にロシア・ツァーリ国の全国議会は同じ内容の宣告書を可決した。その後、10月13日にヴァシーリイ・ブトゥルリーンが大使を勤めるロシア・ツァーリ国の使節が編成されてウクライナへ派遣され、11月上旬にウクライナのプティーウリという国境の町に到着した。使節はそこで1654年初めまで滞在し、ツァーリの保護について会議を行うコサックの長官はペレヤースラウ町で集会の日を待っていた。1月9日に使節はやっとペレヤースラウに招待され、1月16日に帰着したばかりのフメリニツキーと会見した。

##### ペレヤースラウ条約の締結
1654年1月18日、日曜日の朝、フメリニツキーは、12人のコサック連隊長を中心とした代表団とロシア・ツァーリ国と保護についての非公開の会議を行い、保護条約の締結に関して全員の合意を得た。午後2時より、200人のコサック長官と平士がコサック軍の総合会議に呼集され、ペレヤースラウ条約を結ぶ儀式が始まった。フメリニツキーは、集まったコサックに向かってツァーリの保護を受けることに賛成かを訊ね、コサック全員は賛成であると承認した。会議は稀に見る調和の雰囲気で行われたが、ペレヤースラウ大聖堂でツァーリへの誓約をめぐって問題が生じた。ロシア・ツァーリ国から派遣された聖職者はコサックがアレクセイ・ツァーリに忠節を誓うように請求すると、フメリニツキーは驚き、先にロシア・ツァーリ国の使者がロシア・ツァーリ国に代わって「コサックの棟梁とザポロージャのコサック軍の全員をポーランド側に出さないことと、コサックの自治権などを侵さないこと」を約束するように求めた。それに対してブトゥルリーン大使は、ロシア・ツァーリ国において君主は部下に誓約を立てないと反発し、コサック側はロシア・ツァーリ国の援助が必要しているので、疑いなくツァーリを信用して誓うべきだと主張した。フメリニツキーとコサックの長官は急に大聖堂を出て、長い会議を行ったが、巧みに事を進める良策がなかったので、大聖堂に戻って一方的にツァーリへの忠節と、「町々と領土と共に、ツァーリの御手下に永久にあるよう」と誓約を立てた。
ペレヤースラウでの保護儀式の後、ロシア・ツァーリ国の使者はコサックの17の連隊区とウクライナの町々へ出発し、1654年1月から2月にかけて12万7千人をツァーリへの忠節を誓約させた。誓約を立てるのを否定したのは、ウクライナ正教会の最高聖職者、ペレヤースラウ・キエフ・チョルノーブィリの町人の一部、ウーマニ連隊区、ブラーツラウ連隊区、ポルタヴァ連隊区とクロプィーウニャ連隊区であった。さらに、ザポロージャのシーチも長い間誓約を避けていた。しかし、全体としてウクライナの住民は、ペレヤースラウ条約の締結が戦争を拡大するための用法であることを忘れて、ロシア・ツァーリ国の保護国になることによって平和な時代が来ると期待され、挙って誓約を立てた。

#### コサックの国家

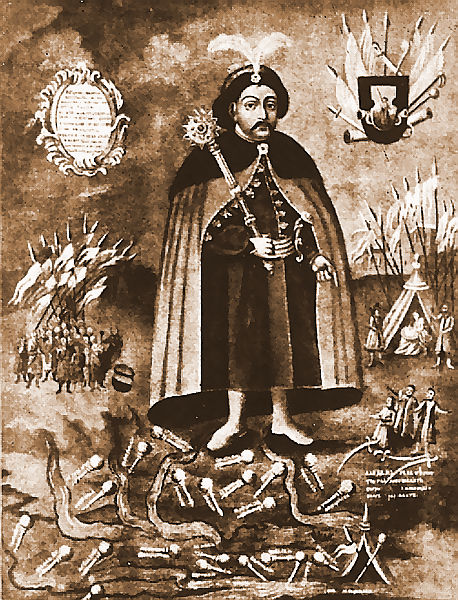
コサックのウクライナを背景にしたボフダン・フメリニツキーの肖像（18世紀初頭）。右上の隅にコサック国家の国章たる「ザポロージャの銃士」と、フメリニツキーの足元にコサック国家の簡単な地図が描かれている。コサックの諸連隊は幾つかの戦棍で表現されている。

ペレヤースラウ条約は、1648年から1653年にかけて創立したコサック国家の存在を法律上で承認した。この国家は、戦時中に誕生したこと、軍人であるコサックによって統治されたこと、また「ザポロージャのコサック軍」という正式な国号を有していたことから、軍事国家であったと考えられている。国家の元首は、コサックによって終身選任されて国内の最高立法権・行政権・裁判権を有するヘーチマンであった。そのため、「ザポロージャのコサック軍」はヘーチマン国家とも呼称されていた。その領土は、ドニプロー川を軸にして現在の中部ウクライナから南ベラルーシまで拡大していた。面積はおよそ20万km²の面積で、人口は約300万人であったという。1660年代までの国家の首都はフメリニツキーの故郷、チヒルィーンの城に置かれていた。
社会は、コサック・貴族・聖職者・町人・農民という階級に分かれており、国権はコサックのみによって発動されていた。コサック以外の階級は国政運営から切り放されていたが、貴族と聖職者は身分権・領地自治権が保障されており、町人はドイツ法に基づく自治権を有していた。また多く農民は、フメリニツキーの乱によって農奴から開放され、自由な所有者となり、税金と引換えに土地を所有することが許された。フメリニツキー統治下のコサック国家では階級の境界は柔軟で、貴族と町人がコサックになることも少なくなかった。
フメリニツキー統治下のコサック国家の行政区分はコサック軍の組織を真似し、国家は連隊・百人隊・十人隊という、コサックを迅速に動員できる行政単位に分かれていた。軍事行政区分の傍らに市町村という民間区分も存在した。十人隊は特定の町か村に置かれ、コサックによって選任された十人隊長に運営されていた。現地の民間行政と十人隊の維持は町か村の長に任されていた。いくつかの十人隊で百人隊を構成し、百人隊はコサックの連隊長から任命された百人隊長が司った。百人隊の行政所在地は大きな町ないし市に置かれ、軍事行政は百人隊長の他に百人隊の弾正官・書記官・旗手官に任されていた。民間の行政は市町の役所と連携して町のコサック長官が担当した。11ないし22の百人隊は連隊を構成し、特定の市に置かれる連隊行政所在地に属していた。連隊はヘーチマンが任命する連隊長と連隊の長官と呼ばれる連隊の弾正官・郵送官・裁判官・書記官・旗手官によって運営された。連隊長は、大きな裁判権と財政権を有し、連隊の区域でヘーチマンの名代の機能を果たしていた。百人隊と同様に、連隊が置かれる市の民間の行政は、町のコサック長官と市の自治政権が司った。全体として国内の連隊の数は常に16を超えていた。連隊制とは別に、コサック国家内で自治制を保つウクライナ・コサックの根拠地ザポロージャのシーチが存在し、それはヘーチマンの直轄地とされ、ヘーチマンに任命された連隊長と違って、シーチのコサックが選ぶコサック大長官によって治められた。
従来のコサックの習わしによれば、国政はヘーチマンとコサック全員との大議会で行うはずであったが、フメリニツキー時代のコサック国家の大議会はほとんど開催されることなく、国政に関するすべての判断はヘーチマンの独断か軍の長老衆と呼ばれるコサックの最高長官との相談によって決められていた。軍の長老衆には、外交を司る軍の書記官、物資輸送と砲兵を担当する軍の輸送官、最高裁判を司る軍の裁判官と、副官的業務を行わせる軍の弾正官・旗手官・馬印手官が入っていた。国の財政を握ったのはヘーチマンのみであり、国家予算の内容は戦利品と徴税からなっていた。

### 1655年から1657年まで

#### ロシア・ツァーリ国とスウェーデン王国の参戦

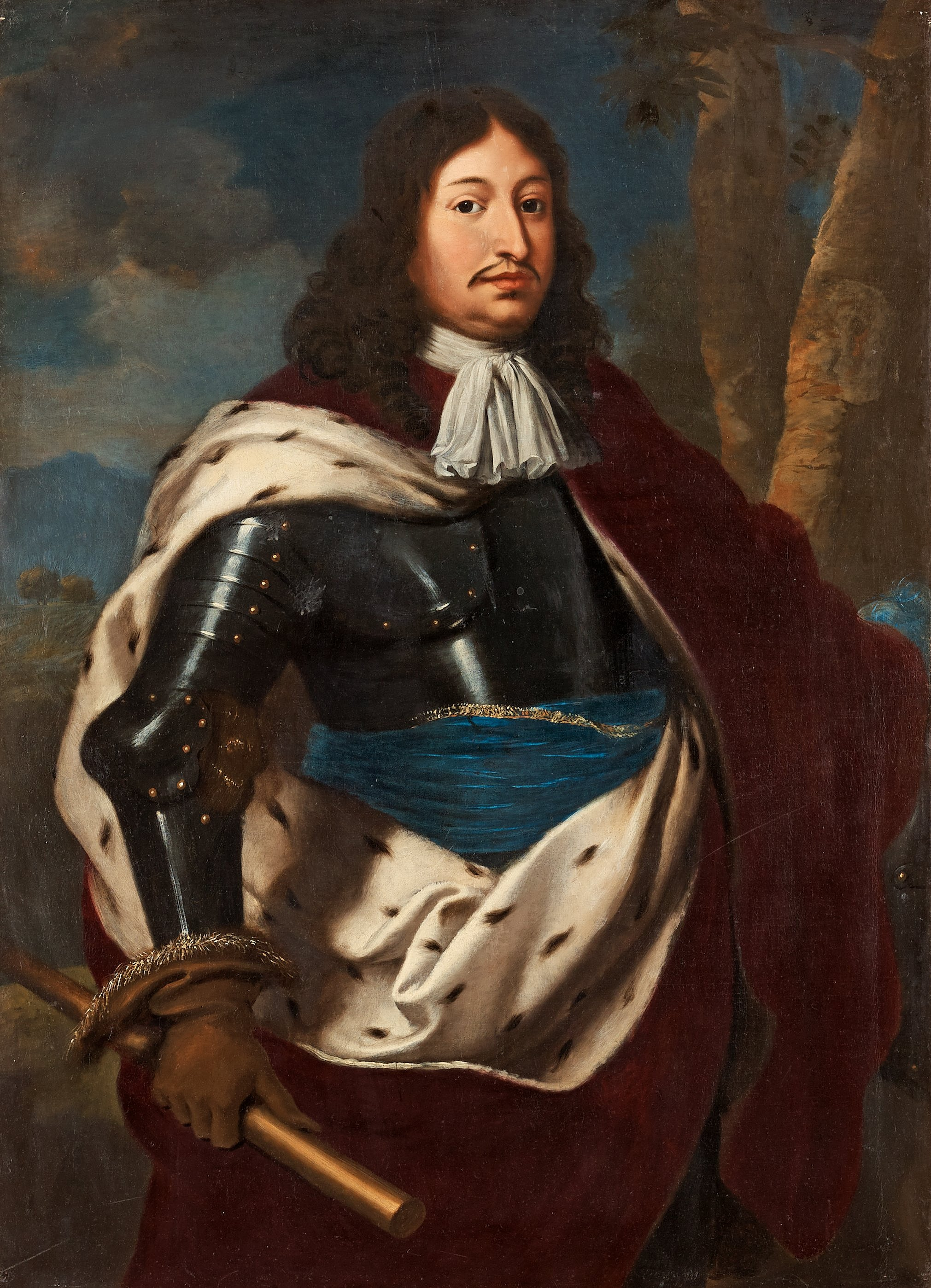
スウェーデン国王 カール10世

1654年の春、コサックのウクライナを保護国にしロシア・ツァーリ国がウクライナ・ポーランド戦争に介入し、ロシア・ポーランド戦争が始まった。4万人のロシア・ツァーリ国軍は、任命ヘーチマン、イヴァン・ゾロタレンコ率いる1万8千人のコサック軍と連携して、ロシア・ツァーリ国とポーランド・リトアニア共和国の国境にあったリトアニアのベラルーシ地方に攻め入り、ポロツク、ヴィテブスク、スモレンスクを占領した。また、1654年7月までにコサック軍は自力で南ベラルーシを征服し、コサック国家の連隊行政制を当地に設置した。ロシア側はベラルーシ地方への進攻と同時にポーランドのヴォルィーニ地方への出兵を準備していたが、フメリニツキーが南方ウクライナを荒らしたポーランド軍と戦闘中だったので、その出兵は停止された。そんな中、コサックとロシア・ツァーリ国の両軍の動きに対してクリミア・ハン国はコサックとの同盟を廃棄し、1654年6月にポーランド側と「永遠同盟」を結んだ。10月に両国の6万人のポーランド・クリミア同盟軍は、ブラーツラウ地方へ侵入し、当地方を占領した。
1655年1月中旬、ヴァシーリイ・シェレメーチェフ率いるロシア・ツァーリ国の2万人の援軍にフメリニツキーのもとへ遅れて到着し、1月下旬に6万人のコサック軍とともにオフマーチウ村の当たりでポーランド・クリミア同盟軍と対陣した。1月29日から31日にかけて決戦が行われ、両側は戦闘や厳寒によって3万人の死者を出したが、勝負はつかなかった。しかし、ポーランド・クリミア同盟軍の進攻は阻止され、両側の間に同年の秋まで大規模な戦闘はなかった。
1655年の夏、ロシア・ツァーリ国がポーランド・リトアニア共和国に攻め入ったことをきっかけに、かねてよりバルト海に面するプロイセンとリヴォニアをめぐってポーランド・リトアニア共和国と対立していたスウェーデン王国は、対立相手に宣戦した。スウェーデン王国王カール10世は、ポーランドの敵であったブランデンブルクのフリードリヒ・ヴィルヘルム、トランシルヴァニアのラーコーツィ・ジェルジ2世、ならびにウクライナのフメリニツキーと共同作戦の約束を交わし、同年7月にポーランドへ乱入した。ポーランド・スウェーデン戦争が始まってから半年で、ポズナンとクラクフをはじめとする大きな都市はスウェーデン軍に占領され、多くのポーランド軍人が降伏した。

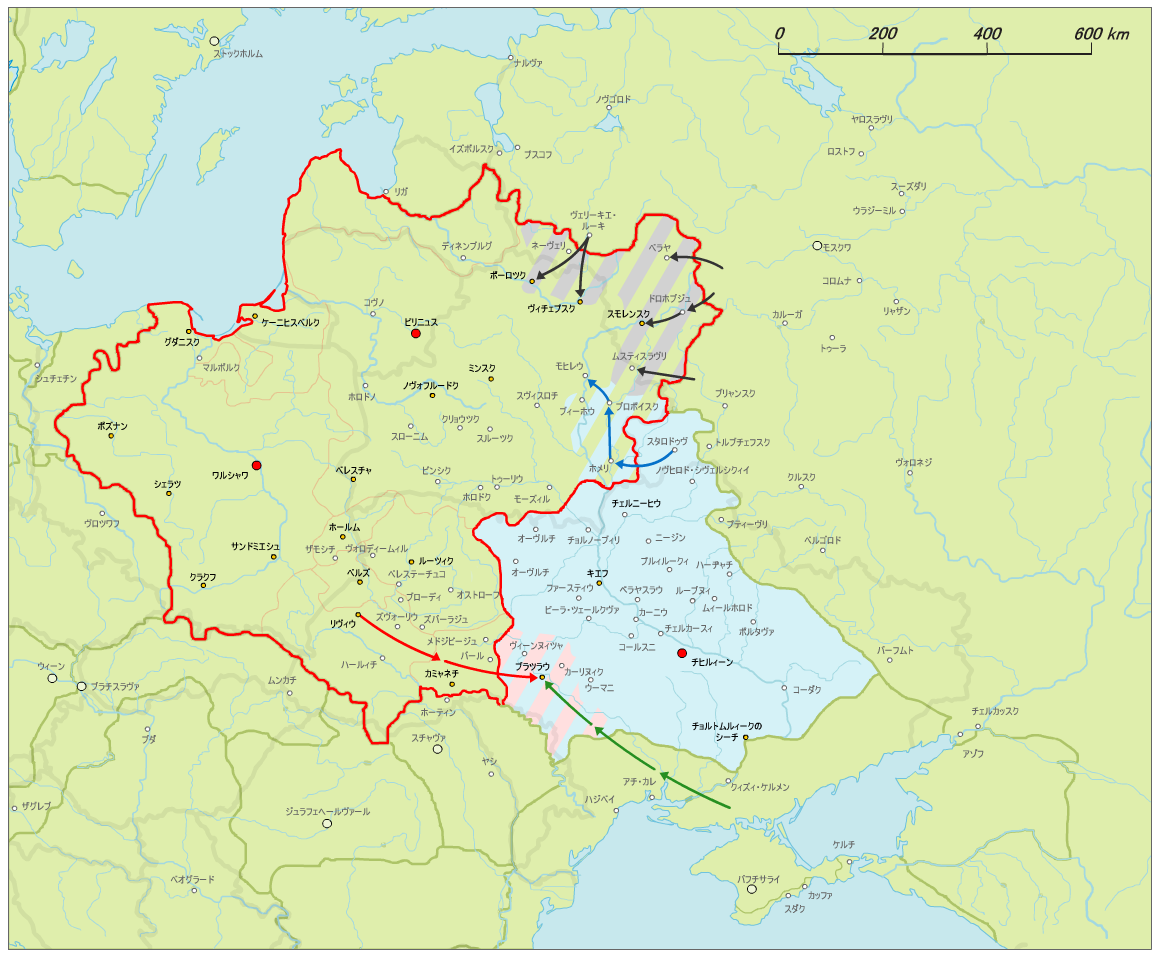
1654年
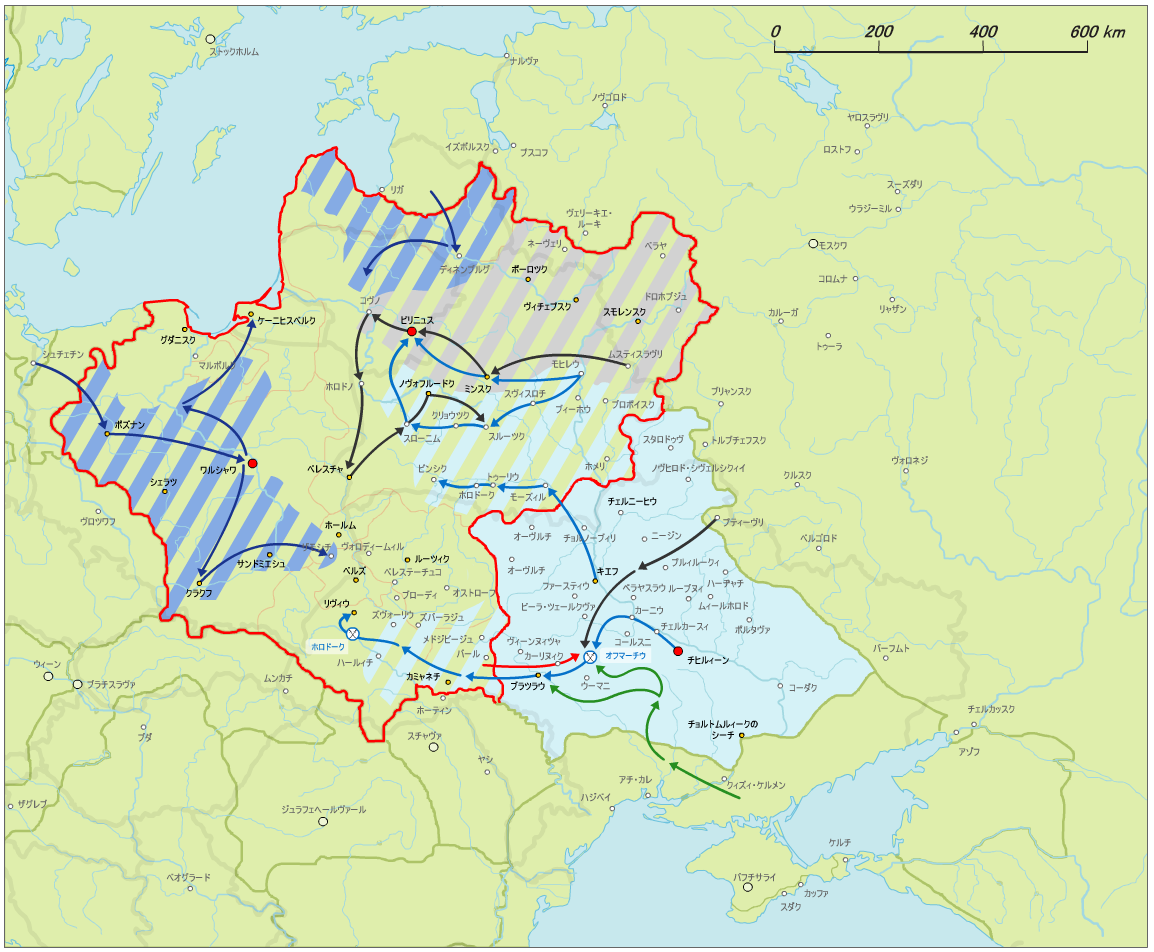
1655年
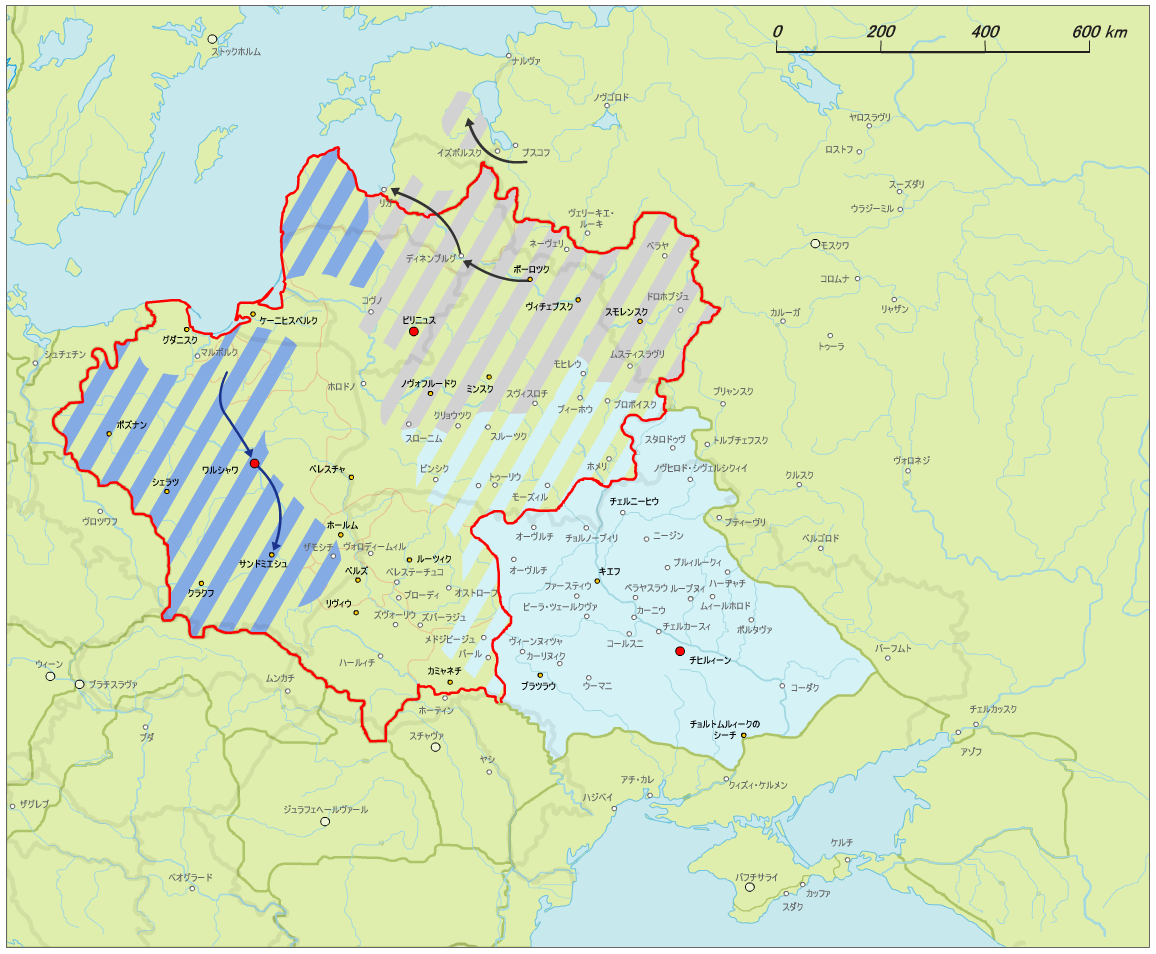
1656年
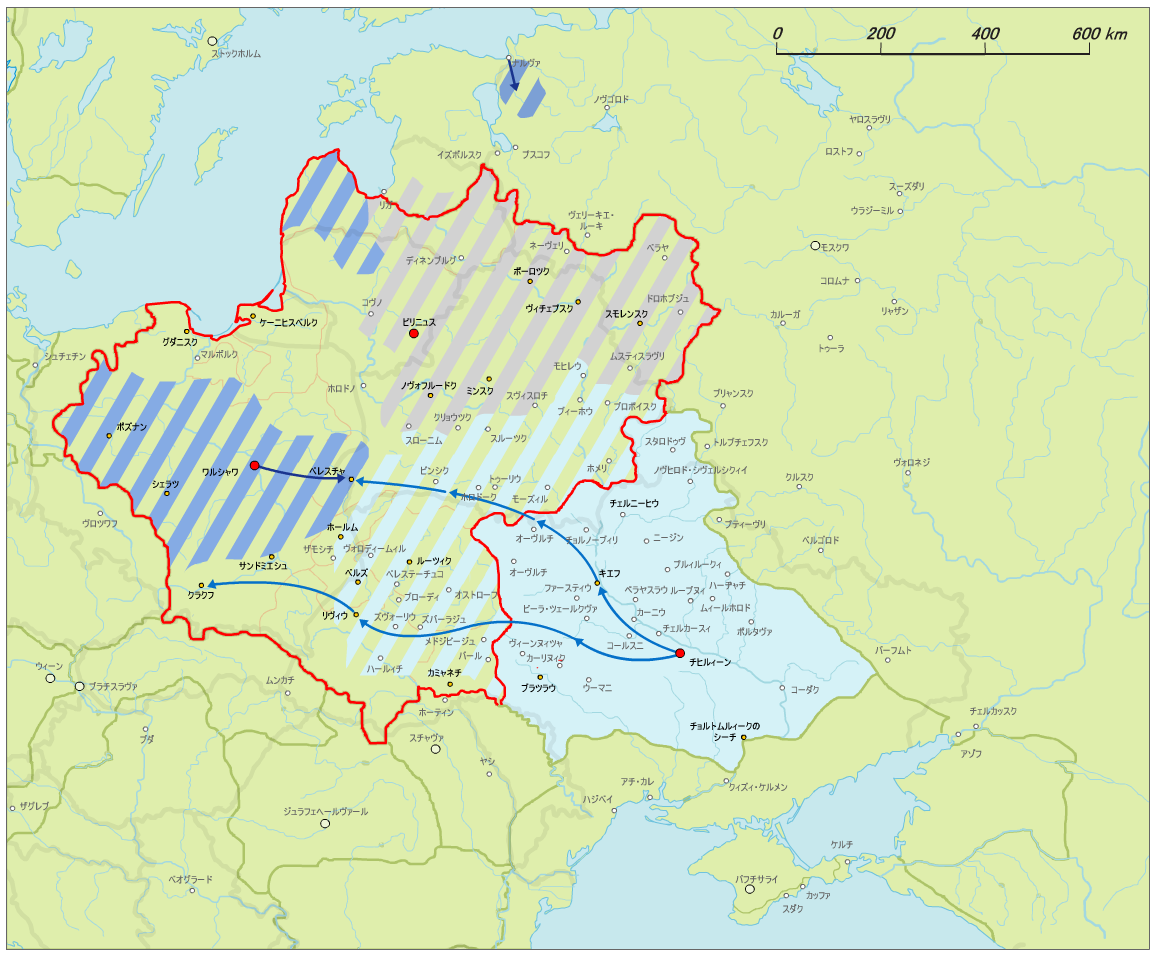
1657年

スウェーデン側と連携を取りながら、フメリニツキーのコサック軍と彼に従属していたロシア援軍はガリツィア地方に進攻し、9月下旬にホロドーク町の周辺でポーランド軍を蹴散らして、9月29日にリヴィウ市を包囲した。しかしフメリニツキーは、クリミア・タタール軍が南ウクライナに侵入したの注進を受けると、リヴィウ市民から代償金をもらって包囲を解除し、南方へ向かった。そこでコサック軍が諸戦においてタタール勢を破ったため、フメリニツキーとクリミアのイスリャム3世は互いに誓願を立ててコサック・タタール同盟を復活させた。

#### フメリニツキーの死

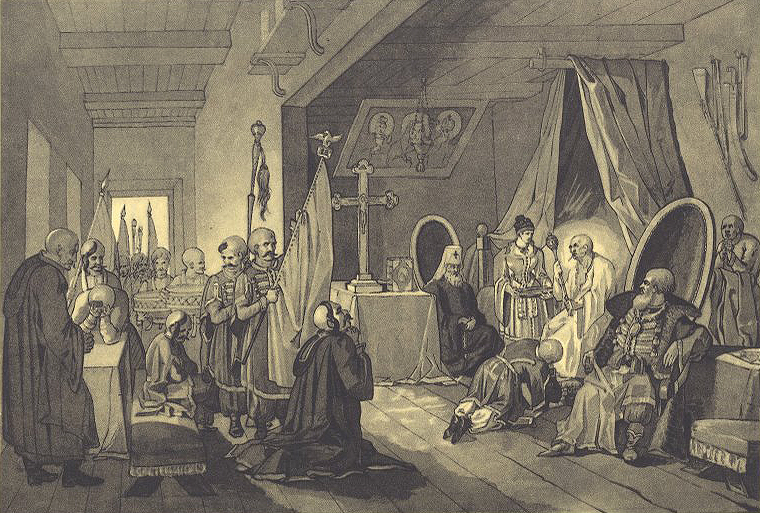
「ボフダン・フメリニツキーの死」。タラス・シェフチェンコの画。

対ポーランド・リトアニア共和国の戦争が成功すればするほど、同盟者であったコサック国家、スウェーデン王国とロシア・ツァーリ国とのあいだに対立が起こり始めた。フメリニツキーはウクライナ人が居住する全地域をコサック国家の支配下に置こうとしたが、スウェーデン側は西ウクライナのガリツィア地方を自国領にするつもりであったため、コサックの要求を却下した。また、南ベラルーシには実際にコサックの連隊行政制が設置されていたにも拘らず、ロシア側は当地方がロシア・ツァーリ国のものであると主張した。
同盟者との対立が激しくなっていく中、ロシア・ツァーリ国はスウェーデンの強化を警戒して1656年5月にスウェーデンへ戦争宣告した。そして、ポーランド・リトアニア共和国に和平を提案し、8月22日にヴィリニュスで和平交渉を開始した。その交渉にはロシア側とポーランド・リトアニア側の使節団が参加したが、派遣されたコサックの使節団の参加はロシア側の要望によって拒絶された。それを知ったフメリニツキーはロシア・ツァーリ国の保護から離れる決意をし、11月に一方的にトランシルヴァニア、ワラキア、モルドバ、オーストリア、クリミア、ポーランド、オスマン帝国と外交関係を復活させ、スウェーデン軍へアンチーン・ジュダノーヴィチが率いる2万人のコサック軍を援軍として遣わした。
しかし、ロシア・ツァーリ国との国交を絶つには時勢が不利であった。フメリニツキーは重い病にかかり、1657年の初めに彼の跡継ぎに決定された子息ユーリイは16歳ばかりの未熟な青年であった。コサック内部には親ロシア派、親ポーランド派、親オスマン派などの派閥ができ、ウクライナ国内は十分に統一されていなかった。こうして、ウクライナが敵意を抱く勢力に囲まれていく中、同年8月6日にフメリニツキーが脳梗塞で倒れて死去した。彼の権威によっておさえられていたコサック長老たちの不和が顕在化し、隣国に操れてお互いに戦をし始めた。フメリニツキーの乱が終わり、その乱の中で築かれたコサック国家は「荒廃」とよばれる衰退期に入った。

## 結果

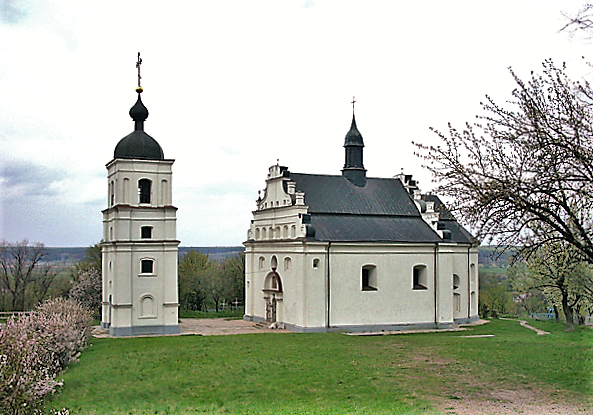
フメリニツキーの「菩提寺」。スボーチウの聖イッリャ教会。

フメリニツキーの乱は東欧史の大きな転換期であった。17世紀前半のヨーロッパの列強の一国だったポーランド・リトアニア共和国が衰退しはじめ、「ザポロージャ・コサック軍」というウクライナ人の近世国家が誕生した。その国家がロシア・ツァーリ国の保護下に入ったことにより、ロシア・ツァーリ国は東欧での支配範囲の拡大に成功してロシア帝国に変身するための大きな一歩を踏み出した。フメリニツキーの死後、ロシア・ツァーリ国は、ウクライナ国内の反ロシア勢力を壊滅させ、17世紀後半から18世紀にかけてウクライナを足懸に、スウェーデン王国（バルト帝国）とオスマン帝国を破ってクリミア・ハン国とポーランド・リトアニア共和国を亡した。
16世紀から17世紀前半のポーランド・リトアニア共和国ではコサックの反乱がしばしば起こっていたが、フメリニツキーの乱ほどのものはなかった。1648年のコサックの騒乱は初めてウクライナの民衆の幅広い支持を得、ポーランド・リトアニア共和国は1年足らずのうちに国土の3分の1を失った。そして、ウクライナに存在した中世時代の社会秩序は崩れ落ち、近世的な社会構造に交替した。命拾いをした貴族と約5割から8割のウクライナの町人はコサックとなり、農奴であったウクライナの農民は自由な生産者と土地の所有者となった。社会は軍事的な体制にシフトし、遊楽の暮らしをしている裕福な貴族の代わりに自由を勝ち取るコサックの戦士という国民的理想人物像が作り上げられた。ウクライナ人は、キエフ大公国が滅んでから数百年ぶりに自らの国を持つことができた。
しかし、政治的・社会的変化と同時に、フメリニツキーの乱はウクライナとその周りの諸国に住んでいた人々に大きな被害をもたらした。コサックとウクライナの庶民は、反乱が彼らを弾圧してきた支配者階級・異教徒・異国人への報復戦であると信じ、ポーランド人とウクライナ人の貴族・カトリックの聖職者・ユダヤ人の収税吏と官吏などを無慈悲に殺害していったが、反乱軍に加わらない、あるいは反乱を支援しない者も身分・宗教・民族を問わずに惨殺した。また、一時期コサックの同盟者であったタタールはウクライナの町村でほしいままに奴隷狩りを行った。その結果、ウクライナの人口は著しく減少し、農産業が衰退して飢饉と疫病が蔓延した。多くのウクライナの難民はモルドバやロシア・ツァーリ国領内に逃亡し、そこで新たな集落を建立した。

## フメリニツキーの乱をテーマとする芸術作品

### 文学
- ニコライ・ゴーゴリ『タラス・ブーリバ』
- ヘンリク・シェンキェヴィチ『火と剣とをもって（ポーランド語版、ドイツ語版、英語版）』

### 音楽
- レオシュ・ヤナーチェクの狂詩曲『タラス・ブーリバ (ヤナーチェク)』

### 映画
- en:The Rebel Son
- ユル・ブリンナー主演の映画『隊長ブーリバ』
- イェジ・ホフマン（英語版）監督の映画『火と剣とをもって』（1999年）
- en:Vladimir Bortko監督の映画『タラス・ブーリバ (2009年映画)（ロシア語版、ウクライナ語版、ポーランド語版、英語版）』